# خوارج
الخوارج، يُطلق عليهم أيضًا المُكفرة أو المارقة، هي أقدم فرقة إسلامية حيث ظهرت خلال عهد النبي محمد صلى الله عليه و سلم على يد ذو الخويصرة التميمي الذي اتهم النبي محمد صلى الله عليه و سلم بالظلم في توزيع الغنائم بعد إحدى الغزوات. وأهم عقائدهم التكفير بالذنوب والمعاصي، واستحلال السيف على المسلمين. بدأ تأثيرهم خلال الفتنة الأولى (656–661)، حيث كان الخوارج الأوائل هم من ثاروا على عثمان بن عفان ثم صاروا من شيعة علي بن أبي طالب وقد تمردوا على علي لاحقًا لقبوله لمحادثات التحكيم لتسوية الصراع مع منافسه معاوية في معركة صفين عام 657. وأكدوا أن "الحكم لله وحده" وهو ما أصبح شعارهم. وأن المتمردين مثل معاوية يجب قتالهم والتغلب عليهم وفقًا للأوامر القرآنية. هزم علي الخوارج في معركة النهروان عام 658، لكن تمردهم استمر. اُغتيل علي بن أبي طالب عام 661 على يد الخارجي عبد الرحمن بن ملجم.
بعد قيام معاوية بتأسيس الخلافة الأموية عام 661، قام حكامه بإبقاء الخوارج تحت المراقبة. سمح فراغ السلطة الناجم عن الفتنة الثانية (680-692) باستئناف تمرد الخوارج المناهض للحكومة، وسيطرت فصائل الخوارج من الأزارقة والنجدات على مناطق واسعة في بلاد فارس والجزيرة العربية. أضعفتهم النزاعات الداخلية والانقسام إلى حد كبير قبل هزيمتهم على يد الأمويين في 696-699. في أربعينيات القرن السابع، اندلعت تمردات خوارج واسعة النطاق في جميع أنحاء الخلافة، ولكن تم قمعها جميعًا في النهاية. على الرغم من استمرار ثورات الخوارج في العصر العباسي (750-1258)، فقد تم القضاء على فرق الخوارج الأكثر تشددًا تدريجيًا كالأزارقة والنجدات، وحل محلهم الإباضية غير الناشطين، الذين بقوا على قيد الحياة حتى يومنا هذا في عمان وبعض أجزاء شمال إفريقيا. ومع ذلك، فإنهم ينفون أي صلة لهم بالخوارج في الحرب الأهلية الإسلامية الثانية وما بعدها، ويدينونهم بالمتطرفين.
اعتقد الخوارج أن أي مسلم، بغض النظر عن أصله أو عرقه، مؤهل لدور الخليفة، بشرط أن يكون منزهًا أخلاقيًا. وكان من واجب المسلمين التمرد على الخلفاء الذين أخطأوا وعزلهم. معظم جماعات الخوارج وصفت المسلمين الذين ارتكبوا إحدي الكبائر بالكفر، وأعلن الأكثر تشددًا أن قتل هؤلاء الكفار مشروع، ما لم يتوبوا. وأسقطت بعض فرق الخوارج حد السرقة وأباحت فرقة النسويّة والأخنسية زواج المسلمة من أهل الكتاب فيقولون: «لأننا نريد نساء أهل الكتاب فلماذا لا نسمح لنسائنا بمثل ما سمحنا به لأنفسنا، ونرى زواجهنَّ بأهل الكتاب سيئاً، مع أنه لا فرق بين أن تأخذ منهم وأن تعطيهم». واباحت فرق أخرى قتل الأطفال من المخالفين ونسائهم. كان العديد من الخوارج خطباء وشعراء ماهرين، وكانت الموضوعات الرئيسية لشعرهم هي التقوى والشهادة. شارك خوارج القرنين الثامن والتاسع في المناقشات اللاهوتية، وفي هذه العملية، ساهموا في التيار الرئيسي لللاهوت الإسلامي.
وما يعرف عن تاريخ الخوارج ومذاهبهم مستقى من مؤلفين غير خوارج من القرنين التاسع والعاشر، وهو معادي للطائفة. إن غياب النسخة المحايدة من تاريخهم جعل من الصعب الكشف عن دوافعهم الحقيقية. المصادر التاريخية الإسلامية التقليدية والمسلمون السائدون ينظرون إلى الخوارج على أنهم متطرفون دينيون تركوا المجتمع الإسلامي وكفروه. تمت مقارنة العديد من الجماعات الإسلامية المتطرفة الحديثة بالخوارج بسبب أيديولوجيتهم المتطرفة ونزعتهم القتالية. ومن ناحية أخرى، أكد بعض المؤرخين العرب المعاصرين على النزعة المساواتية والديمقراطية الأولية للخوارج وأنهم كانوا ثائرين على الفساد والظلم والفقر. وبعضهم كان لأسباب قبلية تتعلق باقتصار الخلافة والحكم في قريش دون باقي القبائل العربية. انقسم المؤرخون الأكاديميون المعاصرون بشكل عام في عزو ظاهرة الخوارج إلى دوافع دينية بحتة، أو عوامل اقتصادية، أو التحدي البدوي (العرب الرحل) لإنشاء دولة منظمة، مع رفض البعض الرواية التقليدية للحركة التي بدأت في صفين.

## التعريف بالخوارج
قال الشهرستاني في الملل والنحل: «كل من خرج على الإمام الحق الذي اتفقت الجماعة عليه يسمى خارجياً، سواء كان الخروج في أيام الصحابة على الأئمة الراشدين أو كان بعدهم على التابعين لهم بإحسان والأئمة في كل زمان». وزاد ابن حزم في الفصل في الملل والأهواء والنحل بأن اسم الخارجي يلحق كل من أشبه الخارجين على الإمام علي أو شاركهم في آرائهم في أي زمن. وهو يتفق مع تعريف الشهرستاني. وعرفهم الدكتور علي عبد الفتاح المغربي في كتابه (الفرق الكلامية الإسلامية) بأنهم هم الذين خرجوا على علي بن أبي طالب وهم حزب سياسي ديني، قام في وجه السلطة القائمة من أجل الدين كما فهموه، وهم لا يعدون أنفسهم خارجين عن الدين بل خارجين من أجل الدين، ومن أجل إقامة شرع الله، متمسكين بمبدأ الأمر بالمعروف والنهي عن المنكر، ولقد تشبثوا بهذا المبدأ وتطبيقه، حتى أصبح علامة من علاماتهم، وراموا إلى إقامة دولة إسلامية تقوم على الدين وأحكامه.

## أسماء الخوارج

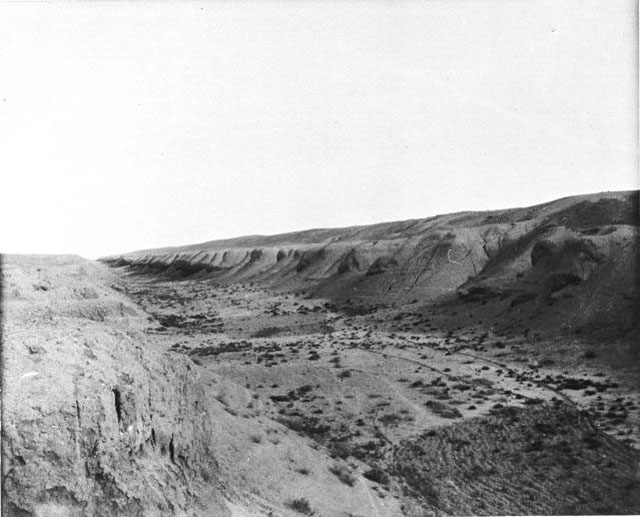
صورة عام 1909 لنهر النهروان في سامراء بالعراق التي نشبت فيها الحرب بين جيش الخوارج المُحكمة بقيادة عبد الله بن وهب الراسبي وذو الخويصرة التميمي وعبد الله بن شجرة وجيش الخلافة الراشدة بقيادة علي بن أبي طالب والحسن بن علي والأشعث بن قيس.

أطلق الخوارج على أنفسهم أهل الإيمان، أو جماعة المؤمنين، بينما أطلق عليهم مخالفوهم اسم «الخوارج» لخروجهم على الخليفة علي بن أبي طالب، وثوراتهم المتعددة. ولما شاع هذا الاسم عليهم وكان يستخدم بصفته وصفًا سلبيًّا، قبلوا به ولكنهم فسروه على أنه: خروج على أئمة الجور والفسق وأن خروجهم إنما هو جهاد في سبيل الله.
وللخوارج أسماء كثيرة، بعضها يقبلونه وبعضها يرفضونه، ومن تلك الأسماء:
1. الخوارج: أشهر أسمائهم، قال أبو الحسن الأشعري في مقالات الإسلاميين: «والسبب الذي سُمّوا له خوارج؛ خروجهم على علي بن أبي طالب».
2. الحرورية: نسبة إلى حروراء، بلدة قرب الكوفة. ويقال لمن يعتقد مذهب الخوارج حروري لأن أول فرقة منهم خرجوا على علي بها فاشتهروا بالنسبة إليها وهم فرق كثيرة. ووردت هذه التسمية في قول السيدة عائشة: «أحرورية أنت» قالته للمرأة التي استشكلت قضاء الحائض والصوم دون الصلاة.
3. الشراة: نسبة إلى الشراء المذكور في الآية (111) من سورة التوبة.«إن الله اشترى من المؤمنين أنفسهم وأموالهم بأن لهم الجنة يقاتلون في سبيل الله فيقتلون ويُقتلون» وهم يفتخرون بهذه التسمية ويسمون من عداهم بذوي الجعائل: أي يقاتلون من أجل الجُعْل الذي بذل لهم.
4. الشكاكية: وذلك أنهم لما رفضوا التحكيم، قالوا لعلي: شككت في أمرك وحكمت عدوك من نفسك،
5. البغاة: بسبب بغيهم علي المسلمين وقتلهم لهم بغير الحق.
6. المكفرة: لتكفير المسلمين بالكبائر والمعاصي وبما ليس كفرًا أو معصية كالتحكيم.
7. المارقة: وهذه التسمية من خصوم الخوارج، لتنطبق عليهم أحاديث المروق الواردة في الصحيحين في مروقهم من الدين كمروق السهم من الرمية.
8. المُحَكِّمة: من أول أسمائهم التي أطلقت عليهم وقيل أن السبب في إطلاقه عليهم إما لرفضهم تحكيم الحكمين وإما لتردادهم شعارهم «لا حكم إلا لله».
9. النواصب: وأما تسميتهم بالنواصب فلمبالغتهم في نصب العداء لعلي بن أبي طالب ولأبنائه الحسن والحسين وتكفيرهم ولعنهم.
10. أهل النهروان: نسبة إلى معركة النهروان إحدى المعارك التي خاضوها في حروبهم.

## صفات الخوارج
- التكفير بغير مكفر أو بدون ضوابط شرعية وعدم فهم القرآن فهمًا صحيحًا : «يخرج منه قوم يقرؤون القرآن، لا يجاوز تراقيهم، يمرقون من الإسلام مروق السهم من الرَمِيّة».
- قتل أهل الإسلام ومسالمة أهل الأوثان عن أبي سعيدٍ الخُدْري أنه قال: «بينما نحن عند رسول الله وهو يقسم قسماً -أي يقسم مالاً-، إذ أتاه ذو الخويصرة، وهو رجل من بني تميم، فقال اتق الله يا محمد فقال رسول الله صلى الله عليه وسلم فمن يطع الله إن عصيته أيأمنني على أهل الأرض ولا تأمنوني قال ثم أدبر الرجل فاستأذن رجل من القوم في قتله يرون أنه خالد بن الوليد فقال رسول الله صلى الله عليه وسلم إن من ضئضئ هذا قوما يقرءون القرآن لا يجاوز حناجرهم يقتلون أهل الإسلام ويدعون أهل الأوثان يمرقون من الإسلام كما يمرق السهم من الرمية لئن أدركتهم لأقتلنهم قتل عاد».
- التدين الظاهري مع حداثة السن والحماسه والسفه والجهل بالدين فعن النبي ﷺ «يحقر أحدكم صلاته مع صلاتهم، وصيامه مع صيامهم، يقرءون القرآن لا يجاوز تراقيهم، يمرقون من الدين كما يمرق السهم من الرمية»[13] روى البخاري في صحيحه عن علي بن أبي طالب أنه قال: «إذا حدثتكم عن رسول الله حديثاً، فوالله لأن أَخِرّ من السماء أحبّ إليّ من أنْ أكذب عليه، وإني سمعت رسول الله يقول: سيخرج قومٌ في آخر الزمان، أحداث الأسنان، سفهاء الأحلام، يقولون من خير قول البرية، لا يجاوز إيمانهم حناجرهم، يمرقون من الدين كما يمرق السهم من الرمية، فأينما لقيتموهم فاقتلوهم، فإن في قَتْلِهِم أجراً لِمَنْ قَتَلَهم يوم القيامة».
- يقتلون خير الناس وأكثر دينا وتقوي عن أبي أُمامة الأنصاري أنه رأى رؤوس الخوارج منصوبة في دمشق، فقال أبو أمامة -راوياً عن رسول الله -: «كلاب النار، شر قتلى تحت أديم السماء، خير قتلى من قَتَلوه»، ثم قرأ: ﴿يوم تبيض وجوه وتسود وجوه﴾ إلى آخر الآية. فقيل لأبي أمامة: أنت سمعته من رسول الله ؟ قال : «لو لم أسمعه إلا مرة أو مرتين أو ثلاثاً أو أربعاً –حتى عدّ سبعاً– ما حَدّثْتُكُموه».
- وروى الإمام الهيثمي في المُجْمَع بسندٍ رجاله ثقات عن سعيد بن جهمان أنه أتى الصحابي الجليل عبد الله بن أبي أوفى -وكان ضريراً- فسلمّ عليه، فقال: من أنت؟
- الهزيمة في أغلب المعارك فلا تقوم لهم دولة وإذا قامت لهم دولة زالت سريعًا فقال النبي صلي الله عليه وسلم «سيخرج ناس من أمتي من قبل المشرق، يقرأون القرآن لا يجاوز تراقيهم، كلما خرج منهم قرن قطع، كلما خرج منهم قرن قطع ، - حتى عدها زيادة على عشر مرات - كلما خرج منهم قرن قطع ، حتى يخرج الدجال في بقيتهم.»[2][14][15] ويقول بن تيمية «الخوارج إما يُغلبوا وإما يَغلبوا ثم يزول ملكهم فلا يكون لهم عاقبة فلا أقاموا دينًا ولا أبقوا دُنيا.» وفي تفسير قوله: ﴿قُلْ هَلْ نُنَبِّئُكُمْ بِالْأَخْسَرِينَ أَعْمَالًا﴾ قال علي بن أبي طالب والضحاك وغير واحد : هم الحرورية – يعني : الخوارج.
- وأما من صفات قعدة الخوارج فهي تأليب الناس علي أولياء الأمر عبر المزايدة بالدين وإدعاء الأمر بالمعروف والنهي عن المنكر فنقل الرضيمان قاعدة السبئية وتنص «أظهروا الأمر بالمعروف والنهي عن المنكر والطعن في أمرائكم، تستميلوا قلوب الناس»[16][17]

فقال: أنا سعيد بن جهمان
قال: ما فعل والدك؟
رد سعيد: قتلته الأزارقة -وهي من فرق الخوارج-
فقال : لعن الله الأزارقة لعن الله الأزارقة، سمعت رسول الله يقول: كلاب النار
فقال سعيد: الأزارقة وحدهم أو الخوارج كلها؟
قال بن أبي أوفى: بل الخوارج كلها
فقال سعيد: فإن السلطان يظلم الناس ويفعل بهم ويفعل
فتناول بن أبي أوفى بيد سعيد بن جهمان فَغَمَزَها غمزة شديدة، ثم قال: يا ابن جهمان عليك بالسواد الأعظم، فإن كان السلطان يسمع منك فائته في بيته فأخبره بما تعلم -أي انصحه وأبلغه ظلم من تحت يديه- فإن قَبِلَ منك وإلا فَدَعْهُ فلست بأعلم منه.
قال ابن كثير في تفسير قول الله تعالى: ﴿هُوَ الَّذِي أَنْزَلَ عَلَيْكَ الْكِتَابَ مِنْهُ آيَاتٌ مُحْكَمَاتٌ هُنَّ أُمُّ الْكِتَابِ وَأُخَرُ مُتَشَابِهَاتٌ فَأَمَّا الَّذِينَ فِي قُلُوبِهِمْ زَيْغٌ فَيَتَّبِعُونَ مَا تَشَابَهَ مِنْهُ ابْتِغَاءَ الْفِتْنَةِ وَابْتِغَاءَ تَأْوِيلِهِ وَمَا يَعْلَمُ تَأْوِيلَهُ إِلَّا اللَّهُ وَالرَّاسِخُونَ فِي الْعِلْمِ يَقُولُونَ آمَنَّا بِهِ كُلٌّ مِنْ عِنْدِ رَبِّنَا وَمَا يَذَّكَّرُ إِلَّا أُولُو الْأَلْبَابِ ۝٧﴾ [آل عمران:7] قال ابن كثير: المتشابهات تحتمل دلالتها موافقة المحكم وقد تحتمل شيئا آخر من حيث اللفظ والتركيب لا من حيث المراد،  وقال الإمام أحمد: حدثنا أبو كامل حدثنا حماد عن أبي غالب قال: سمعت أبا أمامة يحدث عن النبي ﷺ في قوله: ﴿فأما الذين في قلوبهم زيغ فيتبعون ما تشابه منه﴾ قال: هم الخوارج" وفي قوله: ﴿يَوْمَ تَبْيَضُّ وُجُوهٌ وَتَسْوَدُّ وُجُوهٌ فَأَمَّا الَّذِينَ اسْوَدَّتْ وُجُوهُهُمْ أَكَفَرْتُمْ بَعْدَ إِيمَانِكُمْ فَذُوقُوا الْعَذَابَ بِمَا كُنْتُمْ تَكْفُرُونَ ۝١٠٦﴾ [آل عمران:106] قال: «هم الخوارج». وقال ابن كثير: وهذا الحديث أقل أقسامه أن يكون موقوفا من كلام الصحابي، ومعناه صحيح، فإن أول بدعة وقعت في الإسلام فتنة الخوارج، وكان مبدؤهم بسبب الدنيا حين قسم رسول الله ﷺ غنائم حنين، فكأنهم رأوا في عقولهم الفاسدة أنه لم يعدل في القسمة، ففاجئوه بهذه المقالة، فقال قائلهم -وهو ذو الخويصرة - بقر الله خاصرته- اعدل فإنك لم تعدل، فقال له رسول الله ﷺ: «لقد خبت وخسرت إن لم أكن أعدل أيأمنني على أهل الأرض ولا تأمنوني»، فلما قفا الرجل استأذن عمر بن الخطاب -وفي رواية: خالد بن الوليد- (ولا بعد في الجمع)- رسول الله في قتله، فقال: «دعه فإنه يخرج من ضئضئ هذا -أي: من جنسه- قوم يحقر أحدكم صلاته مع صلاتهم وصيامه مع صيامهم، وقراءته مع قراءتهم ، يمرقون من الدين كما يمرق السهم من الرمية، فأينما لقيتموهم فاقتلوهم، فإن في قتلهم أجرا لمن قتلهم». ثم كان ظهورهم أيام علي بن أبي طالب، وقتلهم بالنهروان، ثم تشعبت منهم شعوب وقبائل وآراء وأهواء ومقالات ونحل كثيرة منتشرة، ثم نبعت القدرية، ثم المعتزلة ثم الجهمية وغير ذلك من البدع التي أخبر عنها الصادق المصدوق في قوله: «وستفترق هذه الأمة على ثلاث وسبعين فرقة، كلها في النار إلا واحدة» قالوا: من هم يا رسول الله؟ قال: «من كان على ما أنا عليه وأصحابي». أخرجه الحاكم في مستدركه بهذه الزيادة. وفي رواية عن حذيفة: «إن في أمتي قوما يقرءون القرآن ينثرونه نثر الدقل، يتأولونه على غير تأويله». عن ابن العاص عن رسول الله ﷺ قال: «إن القرآن لم ينزل ليكذب بعضه بعضا، فما عرفتم منه فاعملوا به، وما تشابه منه فآمنوا به».
«عن جابر بن عبد الله قال أتى رجل رسول الله ﷺ بالجعرانة -منصرفه من حنين- وفي ثوب بلال: فضة، ورسول الله ﷺ يقبض منها يعطي الناس، فقال: يا محمد اعدل، قال: «ويلك ومن يعدل إذا لم أكن أعدل لقد خبت وخسرت إن لم أكن أعدل» فقال عمر بن الخطاب رضي الله عنه: دعني يا رسول الله فأقتل هذا المنافق، فقال: «معاذ الله أن يتحدث الناس أني أقتل أصحابي، إن هذا وأصحابه يقرءون القرآن لا يجاوز حناجرهم، يمرقون منه كما يمرق السهم من الرمية».
قوله صلى الله عليه وسلم: «يقرءون القرآن لا يجاوز حناجرهم» قال القاضي: فيه تأويلان: أحدهما: معناه: لا تفقهه قلوبهم ولا ينتفعون بما تلوا منه، ولا لهم حظ سوى تلاوة الفم والحنجرة والحلق إذ بهما تقطيع الحروف، الثاني: معناه: لا يصعد لهم عمل ولا تلاوة ولا يتقبل.
قوله صلى الله عليه وسلم: «يمرقون منه كما يمرق السهم من الرمية» وفي الرواية الأخرى: «يمرقون من الإسلام»، وفي الرواية الأخرى: «يمرقون من الدين» قال القاضي: معناه: يخرجون منه خروج السهم إذا نفذ الصيد من جهة أخرى، ولم يتعلق به شيء منه، والرمية هي الصيد المرمي، وهي فعيلة بمعنى مفعولة. قال: و«الدين» هنا هو الإسلام، كما قال سبحانه وتعالى: ﴿إن الدين عند الله الإسلام﴾ وقال الخطابي: هو الطاعة أي: من طاعة الإمام، وفي هذه الأحاديث دليل لمن يكفر الخوارج، قال القاضي عياض : قال المازري: اختلف العلماء في تكفير الخوارج، قال: وقد كادت هذه المسألة تكون أشد إشكالا من سائر المسائل، ولقد رأيت أبا المعالي وقد رغب إليه الفقيه عبد الحق -رحمهما الله تعالى- في الكلام عليها فرهب له من ذلك، واعتذر بأن الغلط فيها يصعب موقعه؛ لأن إدخال كافر في الملة وإخراج مسلم منها عظيم في الدين، وقد اضطرب فيها قول القاضي أبي بكر الباقلاني، وناهيك به في علم الأصول، وأشار ابن الباقلاني إلى أنها من المعوصات؛ لأن القوم لم يصرحوا بالكفر، وإنما قالوا أقوالا تؤدي إليه، وأنا أكشف لك نكتة الخلاف وسبب الإشكال، وذلك أن المعتزلي مثلا يقول: إن الله تعالى عالم، ولكن لا علم له، وحي ولا حياة له. يوقع الالتباس في تكفيره؛ لأنا علمنا من دين الأمة ضرورة أن من قال: إن الله تعالى ليس بحي ولا عالم كان كافرا، وقامت الحجة على استحالة كون العالم لا علم له، فهل نقول: إن المعتزلي إذا نفى العلم نفى أن يكون الله تعالى عالما، وذلك كفر بالإجماع ولا ينفعه اعترافه بأنه عالم مع نفيه أصل العلم، أو نقول قد اعترف بأن الله تعالى عالم، وإنكاره العلم لا يكفره، وإن كان يؤدي إلى أنه ليس بعالم، فهذا موضع الإشكال. هذا كلام المازري ومذهب الشافعي وجماهير أصحابه العلماء أن الخوارج لا يكفرون، وكذلك القدرية وجماهير المعتزلة وسائر أهل الأهواء، قال الشافعي : أقبل شهادة أهل الأهواء إلا الخطابية، وهم طائفة من الرافضة يشهدون لموافقيهم في المذهب بمجرد قولهم، فرد شهادتهم لهذا لا لبدعتهم. والله أعلم.
«عن أبي سعيد الخدري قال بعث علي رضي الله عنه وهو باليمن بذهبة في تربتها إلى رسول الله ﷺ فقسمها رسول الله ﷺ بين أربعة نفر الأقرع بن حابس الحنظلي وعيينة بن بدر الفزاري وعلقمة بن علاثة العامري ثم أحد بني كلاب وزيد الخير الطائي ثم أحد بني نبهان قال فغضبت قريش فقالوا أتعطي صناديد نجد وتدعنا فقال رسول الله صلى الله عليه وسلم إني إنما فعلت ذلك لأتألفهم فجاء رجل كث اللحية مشرف الوجنتين غائر العينين ناتئ الجبين محلوق الرأس فقال: اتق الله يا محمد قال فقال رسول الله صلى الله عليه وسلم فمن يطع الله إن عصيته أيأمنني على أهل الأرض ولا تأمنوني قال ثم أدبر الرجل فاستأذن رجل من القوم في قتله يرون أنه خالد بن الوليد فقال رسول الله صلى الله عليه وسلم إن من ضئضئ هذا قوما يقرءون القرآن لا يجاوز حناجرهم يقتلون أهل الإسلام ويدعون أهل الأوثان يمرقون من الإسلام كما يمرق السهم من الرمية لئن أدركتهم لأقتلنهم قتل عاد».

## أشعار الخوارج

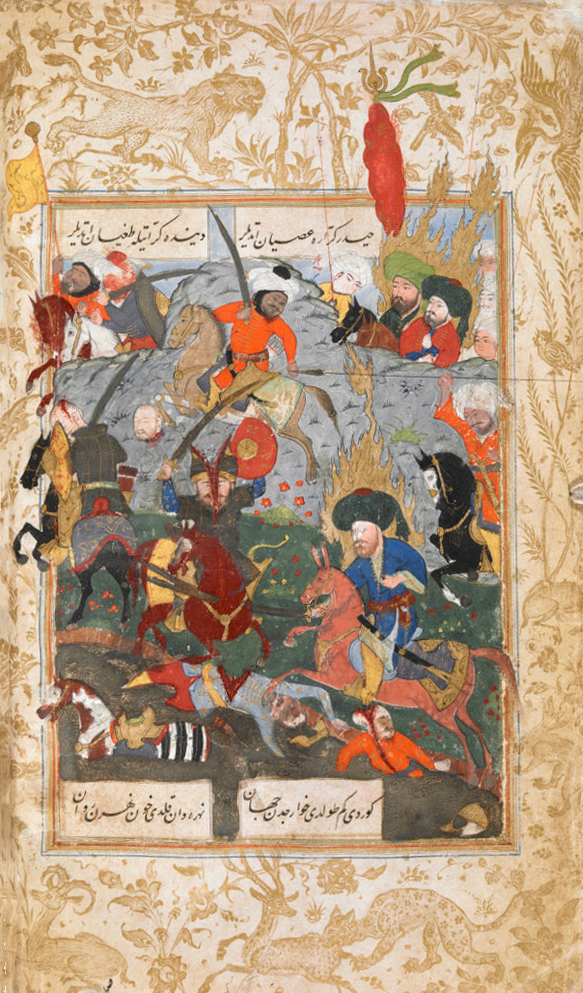
معركة النهروان بين علي بن أبي طالب والخوارج الذين نقضوا بيعتهم له.

تتميز أشعار الخوارج بتحقير الدنيا والتهوين من شأنها، وتمجيد الموت والجهاد في سبيل الله والتبشير بالجنة التي تنتظر مقاتليهم حتي كان بينهم من إذا طعن فأنفذه الرمح جعل يسعي فيه إلي قاتله مرددًا ﴿وعجلت إليك رب لترضي﴾
ومن أبرز شعراء الخوارج عمران بن حطان المشهور بالفقه والورع وكان أحد رواة الحديث قبل أن يدخل في مقالة الخوارج، بعد زواجه من ابنة عمه جمرة والتي كانت خارجية جميلة أراد أن يردها عن مذهبها؛ فأغوته وأدخلته فيه. ومن أشعاره في مدح عبدالرحمن بن ملجم قاتل علي بن أبي طالب:
ونراه يتأثر تأثرًا بالغًا حين قُتل أبو بلال مرداس سنة 61 هجرية، حتي ليفكر في الخروج وامتشاق الحسام فيقول:
ومن ذلك رجلا منهم قدمه الحجاج إلي القتل، فأنشد:
ويقول شاعر الأزارقة يزيد بن حبناء:
فهم يطلبون الموت ويستعذبونه ابتغاء ثواب الله والفوز برضوانه وجناته، وإنهم يستعجلونه تعجلا، وتصور لنا هذا إحدي نسائهم المقاتلات تدعي أم حكيم إذ تقول:
وتقول أم عمران الراسبي حين قُتل أبنها في يوم دولاب في الإستبشار بالموت في ساحات النزال وعدم الخوف منه:

## خلفية

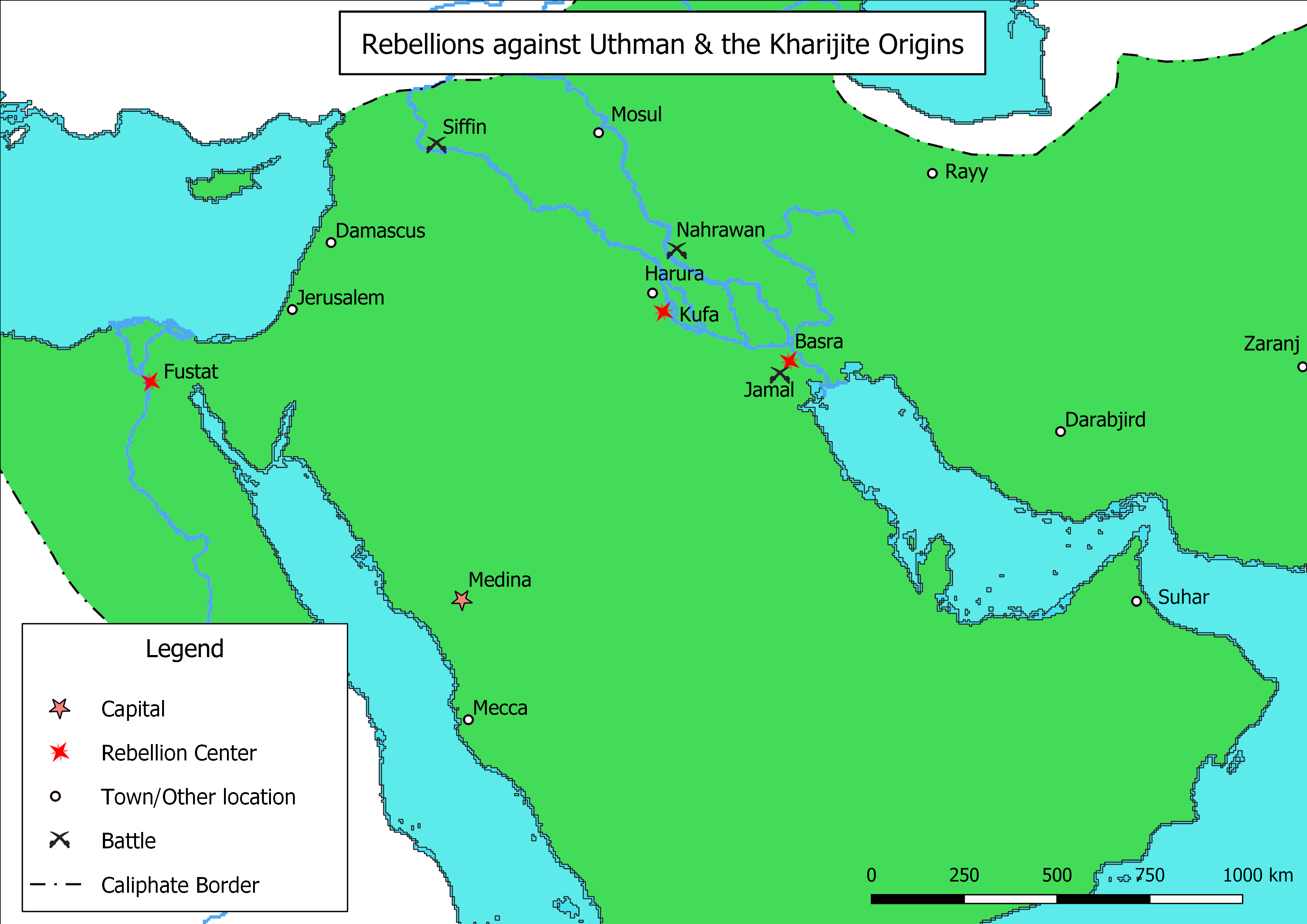
فتنة مقتل عثمان (656-661) والتي انتهت بظهور أول طائفة في الإسلام، الخوارج، واغتيال الخليفة الرابع علي بن أبي طالب عقب معركة النهروان.

الخوارج هي فرقة إسلامية، نشأت في نهاية عهد الخليفة عثمان بن عفان وبداية عهد الخليفة علي بن أبي طالب، نتيجة الخلافات السياسية التي بدأت في عهده. تتصف هذه الفرقة بأنها أشد الفرق دفاعا عن مذهبها وتعصبا لآرائها، كانوا يدعون بالبراءة والرفض للخليفة عثمان بن عفان، وعلي بن أبي طالب، والحكام من بني أمية، كسبب لتفضيلهم حكم الدنيا، على إيقاف الاحتقان بين المسلمين. أصر الخوارج على الاختيار والبيعة في الحكم، مع ضرورة محاسبة أمير المسلمين على كل صغيرة، كذلك عدم حاجة الأمة الإسلامية لخليفة زمن السلم.
لقد وضع الخليفة علي بن أبي طالب منهجا قويما في التعامل مع هذه الطائفة، تمثل هذا المنهج في قوله للخوارج: «ألا إن لكم عندي ثلاث خلال ما كنتم معنا: لن نمنعكم مساجد الله، ولا نمنعكم فيئا ما كانت أيديكم مع أيدينا، ولا نقاتلكم حتى تقاتلونا»
وهذه المعاملة إذا ما التزموا جماعة المسلمين ولم تمتد أيديهم إليها بالبغي والعدوان، أما إذا امتدت أيديهم إلى حرمات المسلمين فيجب دفعهم وكف أذاهم عن المسلمين، وهذا ما فعله أمير المؤمنين علي  حين قتل الخوارج عبد الله بن خباب بن الأرت وبقروا بطن جاريته، فطالبهم  بقتلته فأبوا، وقالوا كلنا قتله وكلنا مستحل دمائكم ودمائهم، ثم قيام الحرب وهزيمتهم وهروبهم إلى سجستان وحضرموت ثم مقتل علي بن أبي طالب علي يد عبدالرحمن بن ملجم.
في الأوقات المعاصرة، الخوارج مستمرون في الظهور إلى آخر الزمان.
الخوارج هو مصطلح تاريخي مقتبس من أحاديث تنسب إلى الرسول محمد وبعض الصحابة،  وقد أطلق مصطلح الخوارج على ثلاثة مجموعات من المسلمين خلال فترات زمنية مختلفة، معارضة سياسية تخرج على الحاكم، وطائفة دينية منحرفة تفسر الدين بشكل مغلوط وتستبيح دماء المسلمين، وغلاة متشددين يكفرون المسلمين، واستعمل مصطلح «الخوارج» أيضا من باب تكفير المسلمين المعارضين، فالجماعة السياسية المعارضة المتمردة على الحاكم يتم قتالها وإبادتها بتهمة انتماءها للخوارج وخروجها على الحاكم، وتاريخياً ظهر مصطلح الخوارج بعد فتنه مقتل عثمان خلال الحرب الأهلية الأولى بين علي ومعاوية والزبير ومعارضيهم والتي قتل فيها 100 ألف مسلم، وتربط المصادر التراثية بين حفظة القرآن في شبة الجزيرة العربية وبين الثوار المصريين الذين قتلو عثمان وبين أهل النهروان واتباع علي المنشقين عنه وتقول انهم خوارج، ويرى بعض المشايخ أن المعني بالخوارج هم القرامطة الذين سرقوا الحجر الأسود وقتلوا 30 ألف مسلم من أهل مكة والحجاج، ويرى البعض ان الخوارج هم الخارجين من ملة الإسلام الذين يخرجون على المسلمين بالسيف، ويرى آخرون ان مصطلح «الخوارج» باطل وان تلك الأحاديث ضعيفة.
كان أغلب الخوارج من «القراء» أي حفظة القرآن الكريم، وقد بايعوا علي بن أبي طالب بعد مقتل عثمان بن عفان. ثم خرج معاوية في جيش لملاقاة عليّ وكانت موقعة صفين. كاد جيش معاوية القادم من الشام أن ينهزم أمام جيش علي القادم من العراق فأمر عمرو بن العاص (قائد الجيش الشامي) الجيش: برفع المصاحف على أسنة الرماح، ثم طلبوا التحكيم لكتاب الله. شعر علي بن أبي طالب أن هذه خدعة لكنه قبل وقف القتال احتراما للقرآن الكريم وأيضا نتيجة رغبته في حقن الدماء، وبعد توقف القتال والتفاهم على أن يمثل أبو موسى الأشعري عليا بن أبي طالب ويمثل عمرو بن العاص معاوية بن أبي سفيان، وحددوا موعداً للتحكيم وفي طريق عودتهم إلى العراق خرج إثنا عشر ألف رجل من جيش علي يرفضون فكرة التحكيم بينه وبين معاوية بن أبي سفيان في النزاع. لقد رأوا أن كتاب الله قد «حكم» في أمر هؤلاء «البغاة» (يقصدون معاوية وأنصاره) ومن ثم فلا يجوز تحكيم الرجال -عمرو بن العاص وأبو موسى الأشعري- فيما «حكم» فيه «الله» صاحوا قائلين: «لا حكم إلا لله». ومن هنا أطلق عليهم «المُحَكِّمة». ما كان من عليّ إلا أن علق على عبارتهم تلك قائلا: «إنها كلمة حق يراد بها باطل». بعد اجتماع عمرو بن العاص وأبو موسى الأشعري نتج عنه «تضعيف لشرعية عليّ» و«تعزيز لموقف معاوية»، ازداد المُحَكِّمة يقينا بسلامة موقفهم وطالبوا عليّا برفض التحكيم ونتائجه والتحلل من شروطها، والنهوض لقتال معاوية. ولكن علي بن أبي طالب رفض ذلك قائلا: «ويحكم! أبعد الرضا والعهد والميثاق أرجع؟ أبعد أن كتبناه ننقضه؟ إن هذا لا يحل». وهنا انشق المُحَكِّمة عن عليّ، واختاروا لهم أميرا من الأزد وهو عبد الله بن وهب الراسبي.

## النشأة
لقد كانت نشأة الخوراج نتيجة للأحداث السياسية، واستحوذت تلك الأحداث على اهتمامتهم، فانشغلوا في المقاومة والحروب والثورة على السلطة القائمة، والمعارك التي قامت بينهم وبين مخالفيهم، وفضلاً عن ذلك فهم أصحاب سلوك عملي في العبادة، كل ذلك جعلهم أهل عمل لا نظر، لذا قل الجانب النظري عندهم، مما يجعل إنتاجهم في المسائل الكلامية قليلاً، لكنه ليس منعدماً، حيث أن هذه المواقف العملية قد استندت إلى أساس اعتقادي نظري. ولقد ذكر ابن النديم أسماء متكلميهم، ومنهم اليمان بن رباب وكان أولاً ثعلبياً ثم انتقل إلى قوم البيهسية، وكان نظاراً متكلماً مصنفاً للكتب، وله في ذلك كتاب المخلوق، وكتاب التوحيد، وكتاب أحكام المؤمنين، وكتاب الرد على المعتزلة في القدر، وكتاب المقالات، وكتاب إثبات إمامة أبي بكر والرد على المرجئة، وكتاب الرد على حماد بن أبي حنيفة، ومنهم يحيى بن كامل بن طليحة الخدري، وكان أباضياً، وله كتاب في المسائل التي جرت بينه وبين جعفر بن حرب، وفي الرد على الغلاة وطوائف الشيعة، ومنهم عبد الله بن يزيد كان أباضياً ومن أكابر الخوراج ومتكلميهم، وله كتاب في التوحيد، والرد على المعتزلة، والرد على الرافضة، ومن رؤساء الإباضية إبراهيم بن إسحاق الإباضي وله من الكتب الرد على القدرية وكتاب الإمامة، ويشير هذا إلى وجود المصنفات الكلامية عند الخوارج وأنهم اهتموا بالرد على مخالفيهم.
ولقد اهتم الخوارج بضرورة أن تكون معرفة الله تعالى أول وأهم كل شيء، حيث أنها ينبني عليها الإيمان، ومعرفة الله ورسله وشرعه أمر واجب وضروري ولا يعذر فيه أحد كما هو عند فرقة النجدات من الخوراج، ورأي «المعلومية» من «العجاردة» أيضاً أن من لم يعلم الله لجميع أسمائه فهو جاهل، بينما تقول «المجهولية» من «العجاردة» أن من علم الله ببعض أسمائه لم يجهله، وهذا يبين ضرورة معرفة الله جملة أو تفصيلاً، لكن لا خلاف بينهم على ضرورة معرفة الله. ولقد فرقت «الحفصية» من الإباضية بين معرفة الله وغيره، وبين الشرك والكفر، فمن عرف الله وكفر بما دون ذلك كالرسول والشريعة فهو كافر برئ من الشرك، ومن جهل الله وأنكره فهو مشرك. بينما نجد «البيهسية» ترى ضرورة معرفة الله ورسله وكتبه ومعرفة الحرام، وما جاء فيه الوعيد، ومن ذلك ما يجب من معرفته تفصيلياً ومنه ما ينبغي أن يعرف باسمه، لكن الجهل عندهم بالدين أو اقتراف الذنوب يؤدي إلى الشرك.
وكل هذه النصوص تشير إلى ضرورة معرفة الله وكتبه ورسله وشرائعه، على الجملة أو التفصيل، وأن المقصر في ذلك يكون مشركاً عند بعضهم، أو كافراً عند البعض الآخر بينهم. وهذا يعني ضرورة أن يقوم الإيمان على المعرفة، وقد أولوها أهمية خاصة، وجعلوها أساساً للعمل، فنجد «المكرمية» تقول بأن تارك الصلاة كافر لجهله بالله تعالى وكذلك سائر الكبائر، بل لقد وحدوا بين معرفة الله تعالى وطاعته بحيث أن من يعرف الله تعالى لا يقدم على معصيته، وهذا القول قريب من قول سقراط بأن الفضيلة علم والرذيلة جهل. ويذكر أبو الحسن الأشعري أن الخوارج لا يرون على الناس فرضاً ما لم تأتهم الرسل وأن الفرائض تلزم بالرسل واحتجوا بقول الله عز وجل: (وما كنا معذبين حتى نبعث رسولا)، وأنه لا حجة لله على الخلق في التوحيد إلا بالخبر، أي ما يقوم مقام الخبر من إشارة وإيماء.
وعن موقفهم من صفات الله تعالى، فيذكر أبو الحسن الأشعري أن قولهم في التوحيد مثل قول المعتزلة، وهم جميعاً يقولون بخلق القرآن، وفرقة الإباضية منهم تخالف المعتزلة في الإرادة فقط، فهم يقولون إن الله سبحانه لم يزل مريداً لمعلوماته التي تكون أن تكون، ولمعلوماته التي لا تكون ألا تكون، والمعتزلة - إلا بشر بن المعتمر - ينكرون ذلك. ووفقاً لرأي الأشعري يمكن القول بأن الخوراج ترى رأي المعتزلة بعدم زيادة الصفات عن الذات، وأنها ليست شيئاً سوى الذات فهي عين الذات أو أحوال لها أو مجرد اعتبارات ذهنية تفهم بها الذات. أما عن موقفهم من القدر وخلق أفعال العباد، فمنهم من يقول بقول المعتزلة ومنهم من يقول بقول أهل السنة.

## المبادئ العامة للخوارج
تنوعت فرق الخوراج وقد ذكر عبد القاهر البغدادي أن فرقها تربو على العشرين فرقة، ولا شك أن كثرة هذه الفرق يعني اختلافها فيما بينها في بعض الأمور التفصيلية، لكن يجمعها بعض المبادئ، ومن أهم المبادئ التي يقول بها معظم الخواراج:

### رأيهم فيالإمامة

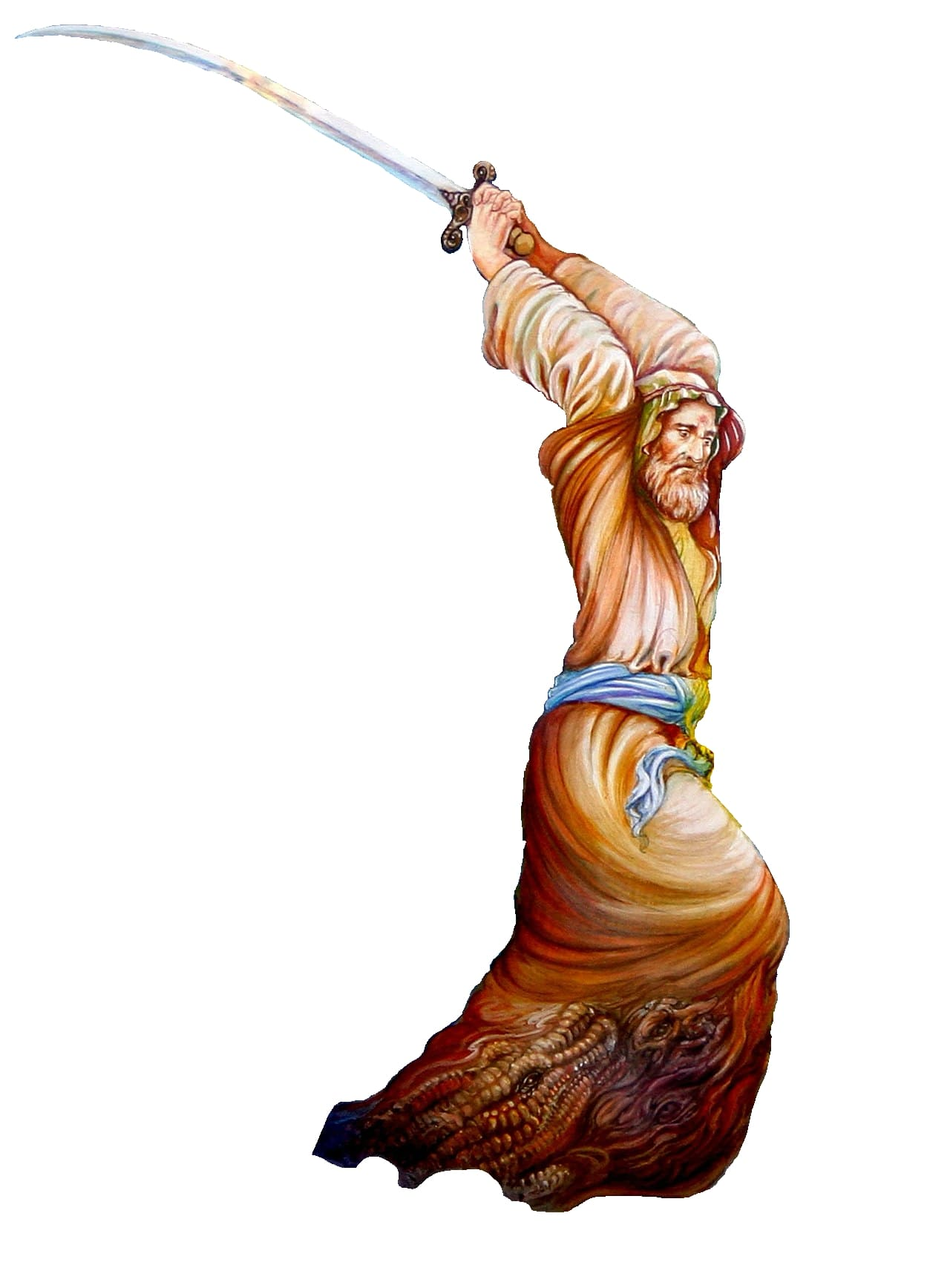
عبدالرحمن بن ملجم قام بإغتيال علي بن أبي طالب بهدف الثأر بعد الهزيمة في معركة النهروان.

موضوع الإمامة قد استحوذ على فكر الخوارج، ولم تكن الشيعة وحدها هي التي تهتم بذلك المبدأ، إذ أن حول هذا المبدأ والاختلاف فيه كانت نشأة الخوارج أيضاً. يرى الخوارج وجوب الإمامة ما عدا فرقة النجدات، ويقول ابن حزم: "اتفق جميع أهل السنة وجميع المرجئة وجميع الشيعة وجميع الخوراج على وجوب الإمامة، وأن الأمة واجب عليها الانقياد لإمام عادل يقيم فيهم أحكام الله ويسوسهم بأحكام الشريعة التي أتي بها رسول الله ﷺ، حاشا النجدات من الخوارج فإنهم قالوا: لا يلزم الناس فرض الإمامة إنما عليهم أن يتعاطوا الحق فيما بينهم". ولقد علق الخوارج أهمية كبيرة على الإمامة، ورأوا في صلاحها صلاحا للأمة، وفي فسادها فساد الأمة، حتى أن البيهسية منهم يرون أنه إذا كفر الإمام كفرت الرعية بأسرها.
وعن شروط الإمامة فيرى الخوارج أنه يجوز أن يكون الإمام غير قرشياً، وليس بلازم أن يكون الإمام قرشياً، فيذكر الشهرستاني أنهم جوزوا أن تكون الإمامة في غير قريش، وكل ما ينصبونه برأيهم، وعاشر الناس على ما مثلوا له من العدل واجتناب الجور كان إماماً. وتمسك الخوارج بأن القرآن لم يذكر نسل معين يكون منه الإمام، بل اشترط العدل فقط في الحاكم، فيقول الله تعالى: ﴿إِنَّ اللَّهَ يَأْمُرُكُمْ أَنْ تُؤَدُّوا الْأَمَانَاتِ إِلَى أَهْلِهَا وَإِذَا حَكَمْتُمْ بَيْنَ النَّاسِ أَنْ تَحْكُمُوا بِالْعَدْلِ إِنَّ اللَّهَ نِعِمَّا يَعِظُكُمْ بِهِ إِنَّ اللَّهَ كَانَ سَمِيعًا بَصِيرًا ۝٥٨ يَا أَيُّهَا الَّذِينَ آمَنُوا أَطِيعُوا اللَّهَ وَأَطِيعُوا الرَّسُولَ وَأُولِي الْأَمْرِ مِنْكُمْ فَإِنْ تَنَازَعْتُمْ فِي شَيْءٍ فَرُدُّوهُ إِلَى اللَّهِ وَالرَّسُولِ إِنْ كُنْتُمْ تُؤْمِنُونَ بِاللَّهِ وَالْيَوْمِ الْآخِرِ ذَلِكَ خَيْرٌ وَأَحْسَنُ تَأْوِيلًا ۝٥٩﴾ [النساء:58–59]. فليس في هذا تحديد لقبيلة معينة، فعلى هذا فالقرآن لم يشترط أن يكون الإمام من قريش أو غير قريش فالمعنى يدل على العموم، ولا يجوز تخصيصه بقريش احتجاجاً بالحديث الذي ذكره أبو بكر الصديق يوم بيعة السقيفة، وهو قول الرسول ﷺ: «الأئمة من قريش» وأن ذلك الحديث يخصص لفظ العموم ويقيده، ويجعل الأئمة من قريش، وذلك لورود أحاديث أخرى لا تحمل هذا المعنى ولا تقيد العموم الذي أطلقه القرآن بلا تقييد، وذكروا أحاديث أخرى مخالفة للحديث الذي ذكره أبو بكر منها قول الرسول ﷺ: «أن أمر عليكم عبد مجدع، يقودكم بكتاب الله فاسمعوا له وأطيعوا» لذا فلا وجه لتقييد العام. وما ذهب إليه الخوارج في جواز أن تكون الإمامة في غير قريش مخالف لرأي الشيعة التي تقول بإمامة علي بن أبي طالب وهو قرشي، ولا تخرج الإمامة من أولاده، وإن خرجت فبظلم يكون من غيره، أو بتقية من عنده. وأيضاً خلاف ما ذهب إليه أهل السنة والجماعة من أن من شروط الإمامة أن يكون الإمام قرشياً، واحتجوا بحديث أبو بكر وقالوا أيضاً بحديث آخر للرسول: «قدموا قريشاً ولا تتقدموها». لكننا نجد من بين متكلمي الأشاعرة من يقول بانتفاء شرط القرشية في الإمامة كالقاضي الباقلاني.
أما عن باقي الشروط اللازم توافرها في الإمام، فلا خلاف كبير بين الخوارج وغيرهم في تلك الشروط، من ضرورة أن يكون عالماً بالدين مجتهداً فيه، وله خبرة بأمر الحروب، وإقامة العدل، علاوة على بعض الشروط العامة التي يجب توافرها فيه، كأن يكون مسلماً حراً، وسليم الأعضاء، بالغاً، عاقلاً، وأن يكون ذكراً فلا تجوز إمامة امرأة. وجميع الخوارج - فيما يروي عنهم إمام أهل السنة والجماعة أبو الحسن الأشعري - يقولون باستخدام السيف لإزالة أئمة الجور، ومنعهم أن يكونوا أئمة. وتاريخ الخوارج كان تطبيقاً عملياً لذلك الرأي، فقد كانوا يجاهرون به في معظم الأحيان، ويطبقونه كلما سنحت لهم الفرصة بذلك، ولم يقتصر الأمر على ذلك، بل تبرأوا ممن كان يوالي السلطان حتى ولو كان منهم.

### موقفهم منعلي بن أبي طالب

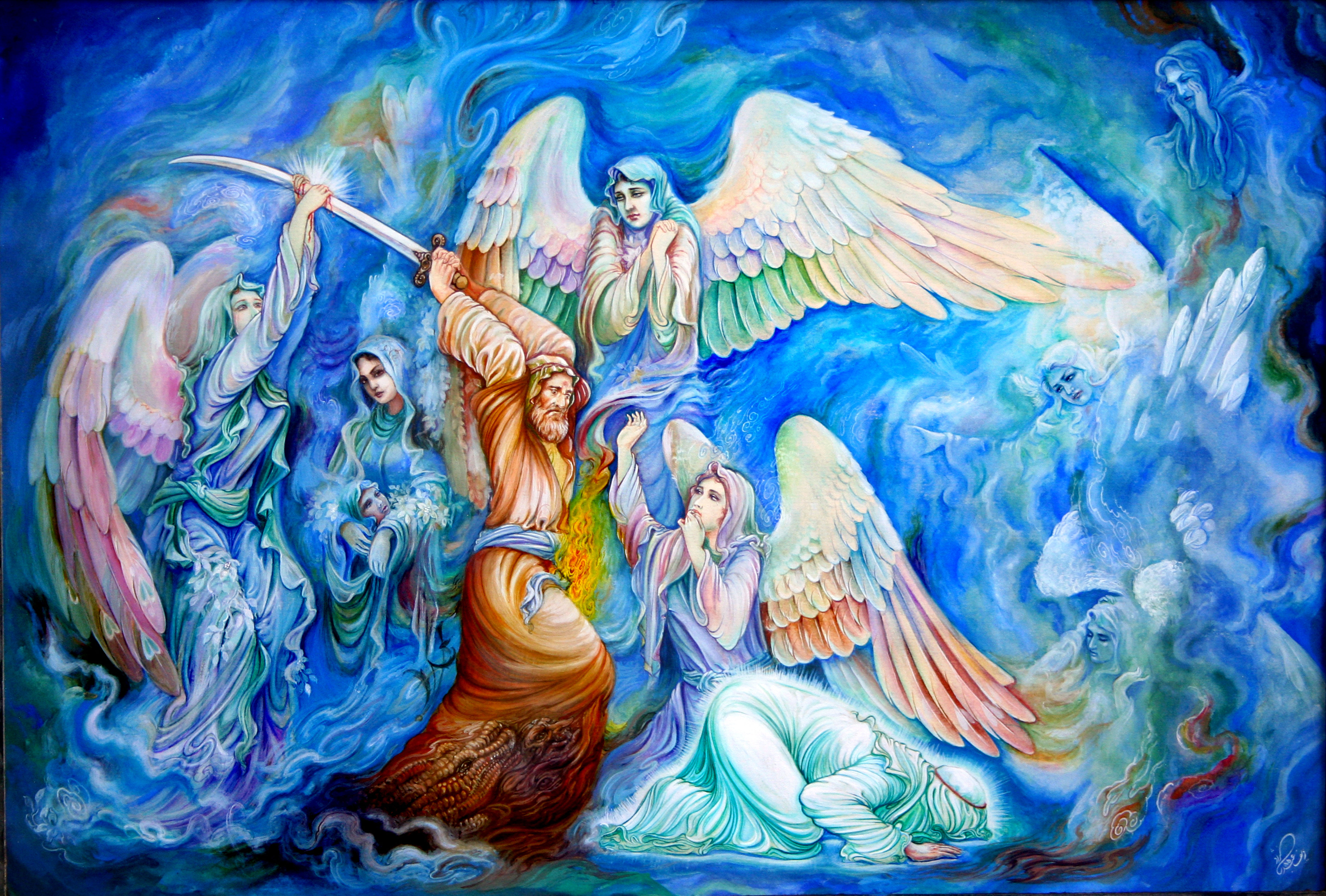
اُغتيل علي بن أبي طالب على يد أحد الخوارج يُدعى عبد الرحمن بن ملجم في 21 رمضان 40 هـ/ 27 يناير 661 م في مسجد الكوفة.

فرقة الخوارج نشأت من بين مؤيدي علي بن أبي طالب، وأنهم رأوا أنه الإمام الشرعي لمبايعة أهل الحل والعقد له، وحاربوا معه في موقعة الجمل، وظلوا على تأييدهم له ضد معاوية حتى ظهور التحكيم حيث ظهرت مواقفهم المتناقضة من قبول التحكيم ثم رفضه والخروج على علي لقبوله، وكان هذا هو الخلاف الأول بينهم وبين علي، فعلي قبل التحكيم وهم قد رفضوه، وذلك لأنهم يرون أن علياً هو الخليفة الشرعي ببيعة أهل الحل والعقد له، ومعاوية ليس كذلك، فيجب إذا سالم هو وجنده أن يدخل في طاعة علي الخليفة الشرعي، وأن قوله تعالى: (وإن جنحوا للسلم فاجنح لها وتوكل على الله) يدل على أن المسالم يدخل تحت إمرة الذي سالم له، وعلى هذا قد أخطأ علي لأنه رضي بالتحكيم ولأنه حكَّم رجلين في النزاع، والواجب عليه أن لا يحكم الرجال، بل يطلب من معارضيه الدخول في طاعته بلا قيد ولا شرط. أما رأي علي في التحكيم، فقد ذكر أنه تأسى في ذلك بالرسول ﷺ في يوم الحديبية، ويفهم من هذا أن علي قد رضى بالتحكيم حقناً للدماء، لكن الخوارج رأت في موافقة علي للتحكيم أنه كان غير متثبت من ولايته لقبوله التحكيم، وأنهم لا يصح أن يكونوا تحت إمرة رجل غير متثبت من بيعته، وأكثر من هذا أنهم ندموا لقتالهم معه أصحاب الجمل لأنهم قتلوا من لا يستحق القتل. ولقد جرت مناقشات بينهم وبين علي، وذلك لمحاولة علي إقناعهم بالحجة، وتروي كتب الفرق صورة هذه المناقشات التي ظهر فيها قوة حجة علي ودليله، ورجوع أغلبهم عن موقف المعارضة، وبقاء أقلية منهم على رأيهم. وهم يجمعون على كفر علي بن أبي طالب منذ قبوله التحكيم، واختلفوا في هل كفره شرك أم لا؟!!! وهم يثبتون خلافة أبي بكر وعمر، وينكرون عثمان وعلياً بعد التحكيم، ويكفرون معاوية بن أبي سفيان وعمرو بن العاص وأبو موسى الأشعري أقطاب التحكيم.

### خلود صاحب الكبيرة
يذكر أبو الحسن الأشعري إجماع الخوارج على أن كل كبيرة كفر، إلا «النجدات» فإنها لا تقول ذلك، وأجمعوا على أن الله سبحانه يعذب أصحاب الكبائر عذاباً دائماً. وهذا الموقف المتشدد من الخوارج اتجاه أصحاب الذنوب، هو نتيجة لاعتبارين: الأول: هو موقفهم المتشدد والمتطرف في الدين، فقد كانوا أهل عبادة وتقوى، وتمسكوا بظواهر النصوص، ولم يقبلوا التهاون أو التفريط في حد من حدود الله، والثاني: هو جعلهم العمل من الإيمان وركن من أركانه الأساسية، فالإيمان عقد، والعمل أحد أركان هذا العقد، ومن أخل بأحد شروط العقد، سقط العقد كله، وخرج من الإيمان إلى الكفر، وتعويل الخوارج على العمل، لأنهم أهل سلوك عملي، وليس الدين عندهم مجرد اعتقاد نظري، بل لابد من مطابقة السلوك لهذا الاعتقاد، وهم قد جعلوا الإيمان تصديق بالقلب وإقرار باللسان وعمل بالأركان، وهم موافقون بذلك لرأي المعتزلة ولرأي معظم الفقهاء والمحدثين، لكنهم يؤكدون أهمية العمل، ويقولون بخروج صاحب الكبيرة من الإيمان، وخلدوه في النار. وموقف الخوارج من صاحب الكبيرة وخلوده في النار يوافق رأي المعتزلة، وإن افترقت عنهم المعتزلة في القول بأنه لا يعذب عذاب الكافرين والتوقف عن تسميته، ويخالفون رأي أهل السنة في جواز العفو عن مرتكب الكبيرة وعدم خلوده في النار.

## الخوارجالحروريةومسألةالحاكمية
اتخذ الخوارج قديماً مسألة الحاكمية ذريعة ومطية إلى تكفير العوام والحكام، وإعلان العصيان والخروج على الأمة، وإلزام المسلمين بقاعدة «من لم يكفِّر الكافر فهو كافر»، وهم أول نابتة أهل الأهواء في الإسلام كفروا أهل القبلة بالمعاصي وحكموا بتخليدهم في النار، واستحلوا دماءهم وأموالهم، حتى الصحابة من السابقين الأولين.
وقد خرجوا إلى حروراء وسموا بالحرورية، وسموا «الخوارج» لخروجهم على علي، وزعموا أنه من الخروج في سبيل الله، وسموا أنفسهم الشُّراة لقوله تعالى: ﴿وَمِنَ النَّاسِ مَنْ يَشْرِي نَفْسَهُ ابْتِغَاءَ مَرْضَاةِ اللَّهِ وَاللَّهُ رَءُوفٌ بِالْعِبَادِ ۝٢٠٧﴾ (سورة البقرة: 207). وكانوا قسمين:
1. أحدهما بالعراق في منطقة «البطائح» استولوا على كرمان وفارس وهددوا البصرة، وكان المهلب بن أبي صفرة صاحب البلاء معهم، ومن رجالهم: نافع بن الأزرق وقطري بن الفجاءة.
2. وثانيهم بجزيرة العرب استولوا على اليمامة، وحضرموت، والطائف ومن أشهر أمرائهم: أبو طالوت، ونجدة بن عامر.

وقد كان أكثر الخوارج من أجلاف الأعراب الذين ألفوا شظف العيش والخشونة، وكانوا عُباداً زهاداً، يقومون الليل ويصومون النهار، كما قال النبي ﷺ: «يحقر أحدكم صلاته مع صلاتهم وصيامه مع صيامهم»، فلم ينفعهم شيء من ذلك إزاء فساد الأصول والمشارب، حيث غلب عليهم الجهل، فكانوا لا يميزون بين مراتب الأحكام، فكان ما يفسدون في الدين أكثر مما يصلحون. فقد لووا أعناق النصوص، وأساءوا تنزيلها في غير محالها، حيث كفروا المسلمين، وسفكوا دماء الأبرياء، ونهبوا أموالهم، وسبوا نساءهم وذراريهم، وأضعفوا أمر الخلافة، وشغلوا الأمة زمناً بحروبهم. لأن منطلقهم في الفهم والعقيدة كان أعمى عن رؤية الحق. كما قال الله تعالى: ﴿قُلْ هَلْ نُنَبِّئُكُمْ بِالْأَخْسَرِينَ أَعْمَالًا ۝١٠٣ الَّذِينَ ضَلَّ سَعْيُهُمْ فِي الْحَيَاةِ الدُّنْيَا وَهُمْ يَحْسَبُونَ أَنَّهُمْ يُحْسِنُونَ صُنْعًا ۝١٠٤﴾ (سورة الكهف: 103-104).
قال الإمام الشاطبي في الاعتصام: «ومما يوضح ذلك ما خرجه ابن وهب عن بكير أنه سأل نافعا: كيف رأي ابن عمر في الحرورية؟ قال: يراهم شرار خلق الله إنهم انطلقوا إلى آيات أنزلت في الكفار فجعلوها على المؤمنين. فسر سعيد بن جبير من ذلك، فقال: مما يتبع الحرورية من المتشابه قول الله تعالى: (ومن لم يحكم بما أنزل الله فأولئك هم الكافرون) ويقرنون معها: (ثم الذين كفروا بربهم يعدلون) فإذا رأوا الإمام يحكم بغير الحق قالوا: قد كفر، ومن كفر عدل بربه ومن عدل بربه فقد أشرك، فهذه الأمة مشركون فيخرجون فيقتلون ما رأيت، لأنهم يتأولون هذه الآية. فهذا معنى الرأي الذي نبه عليه ابن عباس، وهو الناشئ عن الجهل بالمعنى الذي نزل القرآن فيه. وقال نافع: إن ابن عمر كان إذا سئل عن الحرورية؟ قال: يكفرون المسلمين، ويستحلون دماءهم وأموالهم، وينكحون النساء في عددهن، وتأتيهم المرأة فينكحها الرجل منهم ولها زوج، فلا أعلم أحداً أحق بالقتال منهم».
وكان أصل بدعتهم التنطع وسوء الفهم، في خلافهم مع علي رضي الله عنه، حيث أنكروا عليه قبول التحكيم، وطلبوا منه الحكم على نفسه بالكفر، أو نقض ما أبرمه مع معاوية، وقالوا: «لا حكم إلا لله» فصار ذلك شعاراً لهم وسموا «المحكِّمة»، وخرجوا على علي  بعد رجوعه من صفين، انحازوا إلى حروراء، وهم يومئذ اثنا عشر ألف مقاتل، بزعامة عبد الله بن الكواء، وشبث بن ربعي، ثم ناظرهم علي فرجع منهم ابن الكواء مع عشرة من الفرسان، وانحاز الباقون إلى النهروان وأمروا على أنفسهم عبد الله بن وهب الراسبي وحرقوص بن زهير البجلي المعروف بذي الثدية.
وقد غالوا في آرائهم، وجادلوا خصومهم بفصاحة وبيان، وأخذوهم بعنف وقوة، فلما يئسوا منه، اجتمعوا في منزل سليمان بن صرد، وخطب خطيبهم يقول: «أما بعد: فإنه لا ينبغي لقوم يؤمنون بالرحمن، وينيبون إلى حكم القرآن، أن تكون هذه الدنيا أثر عندهم من الأمر بالمعروف والنهي عن المنكر وقول الحق، فاخرجوا بنا إخواننا من هذه القرية الظالم أهلها، إلى بعض كور الجبال، أو إلى بعض هذه المدائن، منكرين هذه البدع المضللة».
فكان ذلك منطلق الشر في الأمة، لأنهم فارقوا الجماعة، وخرجوا على السواد الأعظم، كما قال عمر بن عبد العزيز: «ما تناجى قوم دون جماعتهم إلا كانوا على تأسيس ضلالة».
ومن فواقرهم أنهم التقوا عبد الله بن خباب بن الأرت، فقالوا له حدثنا حديثاً سمعته عن أبيك عن رسول الله ﷺ فقال: سمعت أبي يقول، قال رسول الله: «ستكون فتنة القاعد فيها خير من القائم، والقائم خير من الماشي، والماشي خير من الساعي، فمن استطاع أن يكون فيها مقتولاً فلا يكونن قاتلاً» فشد عليه رجل من الخوارج بسيفه فقتله، فجرى دمه فوق ماء النهر كالشراك إلى الجانب الآخر، ثم دخلوا منزله فقتلوا ولده وجاريته أم ولده، ثم عسكروا بالنهروان فسار إليهم علي في أربعة آلاف من أصحابه، فأرسل إليهم على أن سلموا قاتل عبد الله بن خباب فأرسلوا إليه، إنا كلنا قتله، ولئن ظفرنا بك قتلناك، وناظرهم ابن عباس قبل القتال فيما نقموا على علي من المسائل، ففل من غربهم، ورجع منهم ثمانية آلاف، وبقي منهم أربعة آلاف.

## مناظرةابن عباسللخوارج
لما خرجت الحرورية اجتمعوا في دار - على حدتهم - وأجمعوا أن يخرجوا على علي بن أبي طالب وأصحاب النبي - ﷺ - معه، فاستأذن حبر الأمة ابن عباس -  - أمير المؤمنين في أن يكلمهم، فتخوف عليه منهم، فعزم عليه ابن عباس، وخرج إليهم ليجادلهم بالحكمة ويدعوهم بالتي هي أحسن. وقد ورد الخبر عن ذلك من عدة طرق، منها ما أخرجه الإمام عبد الرزاق الصنعاني في مصنفه، عن عكرمة بن عمار، قال: حدثنا أبو زميل الحنفي، قال: حدثنا عبد الله بن عباس رضي الله عنه، قال: لما اعتزلت الحرورية فكانوا في دار على حدتهم، فقلت لعلي: يا أمير المؤمنين! أبرد عن الصلاة لعلي آتي هؤلاء القوم فأكلمهم.
قال: إني أتخوفهم عليك.
قلت: كلا إن شاء الله تعالى.
قال: فلبست أحسن ما أقدر عليه من هذه اليمانية، قال: ثم دخلت عليهم وهم قائلون في نحر الظهيرة، قال: فدخلت على قوم لم أر قوماً قط أشد اجتهاداً منهم، أيديهم كأنها ثفن الإبل، ووجوههم معلمة من آثار السجود.
قال: فدخلت، فقالوا: مرحبا بك يا ابن عباس! ما جاء بك؟
قلت: جئت أحدثكم عن أصحاب رسول الله صلى الله عليه وسلم عليهم نزل الوحي، وهم أعلم بتأويله.
فقال بعضهم: لا تحدثوه، وقال بعضهم: والله لنحدثنه.
قال: قلت: أخبروني ما تنقمون على ابن عم رسول الله صلى الله عليه وسلم وختنه، وأول من آمن به وأصحاب رسول الله صلى الله عليه وسلم معه؟
قالوا: ننقم عليه ثلاثاً.
قال: قلت: وما هن؟
قالوا: أولهن أنه حكم الرجال في دين الله، وقد قال الله: ﴿إن الحكم إلا لله﴾ (سورة الأنعام: آية 57).
قال: قلت: وماذا؟
قالوا: وقاتل ولم يسب، ولم يغنم، لئن كانوا كفاراً لقد حلت له أموالهم، ولئن كانوا مؤمنين لقد حرمت عليه دماؤهم؟
قال: قلت: وماذا؟
قالوا: محا نفسه من أمير المؤمنين، فإن لم يكن أمير المؤمنين فهو أمير الكافرين.
قال: قلت: أرأيتم إن قرأت عليكم من كتاب الله المحكم، وحدثتكم من سنة نبيه صلى الله عليه وسلم ما لا تنكرون، أترجعون؟ قالوا: نعم.
قال: قلت: أما قولكم: حكم الرجال في دين الله، فإن الله تعالى يقول: ﴿يا أيها الذين آمنوا لا تقتلوا الصيد وأنتم حرم﴾ إلى قوله: ﴿يحكم به ذوا عدل منكم﴾ (سورة المائدة: آية 95) وقال في المرأة وزوجها: ﴿وإن خفتم شقاق بينهما فابعثوا حكما من أهله وحكما من أهلها﴾ (سورة النساء: آية 35) أنشدكم الله أحكم الرجال في حقن دمائهم وأنفسهم، وإصلاح ذات بينهم أحق أم في أرنب ثمنها ربع درهم؟
قالوا: اللهم بل في حقن دمائهم، وإصلاح ذات بينهم، قال: أخرجت من هذه؟ قالوا: اللهم نعم.
قال: وأما قولكم: إنه قاتل ولم يسب ولم يغنم، أتسبون أمكم عائشة؟ أم تستحلون منها ما تستحلون من غيرها، فقد كفرتم، وإن زعمتم أنها ليست أم المؤمنين فقد كفرتم وخرجتم من الإسلام، إن الله يقول: ﴿النبي أولى بالمؤمنين من أنفسهم وأزواجه أمهاتهم﴾ (سورة الأحزاب: آية 6) فأنتم مترددون بين ضلالتين، فاختاروا أيتهما شئتم، أخرجت من هذه؟، قالوا: اللهم نعم.
قال: وأما قولكم: محا نفسه من أمير المؤمنين، فإن رسول الله صلى الله عليه وسلم دعا قريشاً يوم الحديبية على أن يكتب بينه وبينهم كتاباً، فقال: اكتب: هذا ما قاضى عليه محمد رسول الله، فقالوا: والله لو كنا نعلم أنك رسول الله ما صددناك عن البيت، ولا قاتلناك، ولكن اكتب: محمد بن عبد الله، فقال: والله إني لرسول الله حقا وإن كذبتموني، اكتب يا علي: محمد بن عبد الله، فرسول الله صلى الله عليه وسلم كان أفضل من علي رضي الله عنه، أخرجت من هذه؟ قالوا: اللهم نعم، فرجع منهم عشرون ألفاً وبقي منهم أربعة آلاف، فقتلوا.
وذكر الحافظ الهيثمي أن الإمام الطبراني رواه وأن الإمام أحمد روى بعضه قال: ورجالهما رجال الصحيح. وأخرجه الحافظ البيهقي وذكر نحوه وفيه: فرجع من القوم ألفان وقتل سائرهم على ضلالة. وفي روايات أخرى أنهم كانوا أربعة آلاف ثم زادوا حتى صاروا ستة آلاف أو ثمانية آلاف على اختلاف الروايات.
وقد قاتلهم علي مع أعلام الصحابة في معركة النهروان عام 36 هـ. وصح عن أبي أمامة الباهلي  أنه وقف على قتلاهم من الأزارقة في أبواب المدائن، فَقَالَ: «كِلابُ النار كِلابُ النار ثلاثاً، شَرُّ قَتْلَى تحت أَدِيمِ السماء، خَيْرُ قَتْلَى من قَتَلُوه»، ثُم قرأ ﴿يوم تبيض وجوه وتسود وجوه﴾ (سورة آل عمران: آية 106). ولذلك قال علي  لما رأى ما آلوا إليه: «إنه ليس من طلب الحق فأخطأه كمن طلب الباطل فأدركه». وقد أبادهم يومئذ عن بكرة أبيهم، فلم يفلت منهم غير تسعة أنفس، صاروا منهم إلى سجستان واليمن وعمان والجزيرة، ومن أتباعهم كان بقايا الخوارج في الجزيرة. وقد تقرب زعيمهم عبد الرحمن بن ملجم إلى الله، كما زعم، بقتل علي بن أبي طالب، وطعنه وهو في المسجد يصلي، ومدحه بذلك عمران بن حطان الخارجي. ورغم هزيمتهم في معركة النهروان، فقد ظلوا شوكة في تاريخ الدولة الإسلامية، وكبدوها الويلات في معارك متواصلة، ثم ضعف شأنهم في العصر العباسي. وامتد تأثير أفكارهم إلى العصر الحديث.

## ظهور الخوارج من علامات الساعة الصغرى
من علامات السَّاعَة: خروج بعض الفرق المخالفة لمنهج النبي ﷺ وصحابته الكرام، ومن هؤلاء فرق الخوارج؛ وقد أخبر عنهم النبي صلى الله عليه وسلم.
فقد أخرج البخاري ومسلم عن عبد الله بن مسعود  قال: قال رسول الله صلى الله عليه وسلم:
«يخرج آخر الزمان قوم أحداث الأسنان، سفهاء الأحلام، يقرؤون القرآن لا يجاوز تراقيهم ، يقولون من قول خير البرية، يمرقون من الدين كما يمرق السهم من الرَّميَّة»
وقد وصفهم النبي ﷺ بهذه الصفات في حديث آخر، وأضاف أنهم من شرار الخلق.
```
وعن أنس 
 قال: قال رسول الله صلى الله عليه وسلم: «سيكون في أُمَّتِي اختلاف وفرقة، قوم يحسنون القيل، ويسيئون الفعل، يقرءون القرآن، لا يجاوز تراقيهم، يمرقون من الدين مروق السهم من الرَّميَّة، لا يرجعون حتى يرتدَّ السهم إلى فُوقه، وهم شرار الخلق والخليقة، طوبى لمَن قتلهم وقتلوه، يدعون إلى كتاب الله، وليسوا منه في شيء، مَن قاتلهم كان أولى بالله منهم، سيماهم التحالق»
[
59
]
```

فهم قوم يدَّعون العلم، ويجهدون أنفسهم بالعبادة، لكنهم يمرقون من الدين كما يمرق السهم من الرَّميَّة.
عن أبي سعيد الخدري  قال: «بينما نحن عند رسول الله صلى الله عليه وسلم وهو يقسم قسماً، أتاه ذو الخويصرة ، فقال: يا رسول الله، اعدل، فقال صلى الله عليه وسلم: ويلك ومَن يعدل إذا لم أعدل، قد خبت وخسرتَ إن لم أكن أعدل، فقال عمر: يا رسول الله، ائذن لي فيه فأضرب عنقه؟ فقال صلى الله عليه وسلم: دَعْهُ، فإن له أصحاباً يحقر أحدكم صلاته مع صلاتهم، وصيامه مع صيامهم، يقرءون القرآن لا يتجاوز تراقيهم، يمرقون من الدين كما يمرق السهم من الرَّميَّة، ينظر إلى نصله فلا يوجد فيه شيء، ثم ينظر إلى رصافه فما يوجد فيه شيء، ثم ينظر إلى نضيه فلا يوجد فيه شيء، ثم ينظر إلى قذذه فلا يوجد فيه شيء، قد سبق الفرث والدم، آيتهم رجل أسود إحدى عضديه مثل ثدي المرأة ومثل البضعة تدردر، ويخرجون على حين فرقة من الناس»
.

## بداية التفرق عند الخوارج وأسبابه
فقد كان الخوارج في مبدأ أمرهم لا يعرفون تلك التفاصيل في مذهبهم التي أحدثت بينهم الخلافات فيما بعد، وفرقتهم فرقا متعددة ذات آراء مختلفة؛ كالاختلاف في القعدة والتقية، والهجرة من دار مخالفيهم إلى دارهم، وكذلك حكم أطفال مخالفيهم هل هو تابع لحكم آبائهم أم يختصون بحكم مستقل مع الاختلاف في حكم هؤلاء الآباء المخالفين.وقد أثرت فيهم هذه الاختلافات في الآراء حين حدثت فتعددت طوائفهم.وقد اختلف العلماء في الشخصية التي أحدثت هذه الخلافات بين صفوف الخوارج وفرقت كلمتهم وجعلت بعضهم يتبرأ من بعض؛ فقيل: إن أول من أحدث الخلاف بين الخوارج هو نافع بن الأزرق الحنفي، وقيل: إن أول من أحدثها عبد ربه الكبير، أو رجل يسمى عبد الله بن الوضين، وأن نافع بن الأزرق كان من المخالفين له في مبدأ أمره، ولكنه بعد وفاته تبين له أن الحق كان معه، فرجع إلى الأخذ بقوله، وأكفر من يخالفه بعد ذلك. وأما من خالفه قبل ذلك -أي: قبل أن يرى نافع أن قوله صحيح- فليس بكافر، وكأن الحكم يبتدئ عنده من يوم أن تبين له صحة رأي ابن الوضين، وقيل: إن أول من أحدثها عبد ربه الصغير  .

## فرق الخوارج
انقسمت الخوارج إلى فرق كثيرة يجمعها القول بالتبرأ من عثمان بن عفان وعلي بن أبي طالب. وأهم هذه الفرق: المُحَكِّمة، الأزارقة، النجدات، البيهسية، العجاردة، الثعالبة، والصفرية. والخلاف بين هذه الفرق لم يكن في أمور خطيرة تؤدي إلى الانشقاق وتكوين فرقة مستقلة، بل إن معظم نزاعاتهم كانت تدور في كثير من الأحيان حول أمور فرعية.
والإمام عبد القاهر البغدادي في كتابه (الفرق بين الفرق) ذكر أنهم: «عشرون فرقة، وهذه أسماؤها: المحكمة الأولى والأزارقة والنجدات والصفرية، ثم العجاردة المفترقة فرقاً منها: الخازمية والشعيبية والمعلومية والمجهولية وأصحاب طاعة لا يراد الله تعالى بها، والصلتية والأخنسية والشبيبية والشيبانية والمعبدية والرشيدية والمكرمية والحمزية والشمراخية والإبراهيمية، والواقفة والإباضية، والإباضية منهم افترقت فرقاً معظمها فريقان: حفصية وحارثية. فأما اليزيدية من الإباضية والميمونية من العجاردة فإنهما فرقتان من غلاة الكفرة الخارجين عن فرق الأمة... وقد اختلفوا فيما يجمع الخوارج على افتراق مذاهبها، فذكر الكعبي في مقالاته: أنّ الذي يجمع الخوارج على افتراق مذاهبها إكفار علي وعثمان والحكمين، وأصحاب الجمل، وكل من رضي بتحكيم الحكمين، والإكفار بارتكاب الذنوب، ووجوب الخروج على الإمام الجائر. وقال شيخنا أبو الحسن: الذي يجمعهما إكفار علي، وعثمان، وأصحاب الجمل، ومن رضي بالتحكيم وصوّب الحكمين أو أحدهما، والخروج على السلطان الجائر».
أما الإمام الشهرستاني في كتابه (الملل والنحل) ذكر من فرقهم: المُحَكِّمة الأولى والأزارقة والنجدات العاذرية والبيهسية والعجاردة (الصلتية والميمونية والحمزية والخلفية والأطرافية والشعيبية والحازمية) والثعالبة (الأخنسية والمعبدية والرشيدية والشيبانية والمكرمية والمعلومية والمجهولية والبدعية) والإباضية (الحفصية والحارثية واليزيدية) والصفرية الزيادية.

### الأزارقة

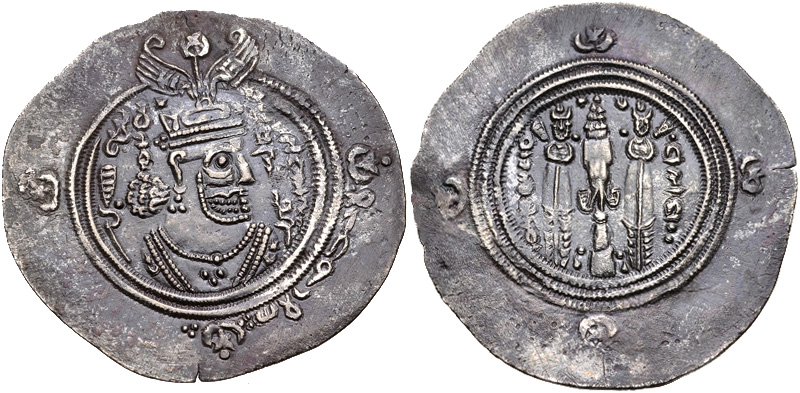
الدرهم العربي الساساني لزعيم الأزارقة قطري بن الفجاءة، ضُرب حوالي 694م-695م ، مع شعار الخوارج «لا حكم إلا لله» على الهامش المقابل، وقد أمتدت دولة الأزارقة لتشمل الأهواز وفارس وکرمان. وقد عرف الأزارقة بتكفير أصحاب الكبائر لانهم لم يحكموا علي أنفسهم بما أنزل الله.

هم أتباع نافع بن الأزرق الذي كان من بني حنيفة، وكانوا أشد فرق الخوارج عنفاً وتطرفاً، وأكثرهم عدداً وأعزهم نفراً، وهم الذين تلقوا الصدمات الأولى من ابن الزبير والأمويين، وقد قاتل الخوارج بقيادة نافع قادة عبد الله بن الزبير، وقادة الأمويين تسع عشرة سنة. وقد قتل نافع في ميدان القتال، ثم تولى بعده نافع بن عبيد الله، ثم قطري بن الفجاءة.
وفي عهد قطري كان الذي يحارب الخوارج من الأمويين داهية قوادهم المهلب بن أبي صفرة، فكان قبل الواقعة التي يتقد بها يثير خلافهم، فتحتدم المناقشة بينهم احتداما شديدا، ثم يلقاهم وهم على هذا الخلاف؛ ولذا أخذ شأن الخوارج يضعف في عهد قطري هذا، لاختلافهم فرقاً من جهة، ولأثر هذا الاختلاف في مواقفهم في ميدان القتال من جهة ثانية، وتألب المسلمين عليهم من جهة ثالثة، وغلظتهم في معاملة مخالفيهم من جهة رابعة. وقد سيطر الأزارقة علي الأهواز وبلاد فارس وكرمان.
وقد توالت هزائمهم على يد المهلب ومن جاء بعده من قواد الأمويين حتى انتهى أمرهم.
وقد استند الأزارقة على عدد من المرتكزات العقائدية والفكرية التي اعتبروا أن الإيمان الكامل لا يكون إلا بها وإن كانت مجرد أهواء متطرفة، وبدعاً، وتتمثل فيما يلي:
- أن مخالفيهم من أمة الإسلام مشركون، ومن لا يسارع منهم إلى اعتناق مذهبهم يستحل دمه وماله، هو ونساؤه وأطفاله.
- كفر الإمام علي بن أبي طالب ـ  ـ، وقالوا: إن الله أنزل في شأنه: ﴿وَمِنَ النَّاسِ مَنْ يُعْجِبُكَ قَوْلُهُ فِي الْحَيَاةِ الدُّنْيَا وَيُشْهِدُ اللَّهَ عَلَى مَا فِي قَلْبِهِ وَهُوَ أَلَدُّ الْخِصَامِ ۝٢٠٤﴾ (سورة البقرة: 204).
- إباحة قتل أطفال المخالفين لهم ونسائهم، وقد زعموا أن أطفال المشركين في النار وأن حكمهم حكم آبائهم، وكذلك أطفال المؤمنين.
- زعموا أن من قام في دار الكفر فكافر لا يسعه إلا الخروج.
- قالوا إن أبا بكر وعمر عملا بكتاب الله وسنة الرسول ﷺ وكانا نموذجاً صالحاً للحكم الديني، أما عثمان بن عفان فقد ظلَّ صالحاً خلال السنوات الست الأولى من حكمه، ثم خالف بعد ذلك حكم القرآن، وبدّل سنة الرسول ﷺ، فأصبح كافراً، أما علي فان سيرته حسنة مرضية، وكان مثالاً للخليفة الصالح حتى نهاية معركة صفين، وقبوله بالتحكيم، فكفر في نظرهم، وصوّبوا عمل عبد الرحمن بن ملجم المرادي في قتله.
- كفّروا معاوية وعبد الله بن عباس وطلحة والزبير وعائشة ومن كان معهم من أصحاب الجمل.
- كفّروا كل من اشترك في معركة صفّين من الطرفين، وحكموا بخلودهم في النار.
- لا يحل للأزارقة أن يجيبوا أحداً من غيرهم إلى الصلاة إذا دعاهم إليها، ولا أن يأكلوا من ذبائحهم، ولا يتزوجوا منهم، ولا يتوارث الخارجي وغيره.
- إسقاط الرجم على الزاني إذ ليس في القرآن ذكره.
- أسقطوا حد القذف عمن قذف المحصنين من الرجال، مع وجوب الحد على قاذف المحصنات من النساء.
- تجويزهم أن يبعث الله تعالى نبياً يعلم أنه يكفر بعد نبوته، أو أنه كان كافراً قبل البعثة.
- التقية غير جائزة لا في قول ولا في عمل خلافاً للشيعة، ولو تعرضت النفس والمال والعرض للأخطار، مستدلين بقوله تعالى: ﴿أَلَمْ تَرَ إِلَى الَّذِينَ قِيلَ لَهُمْ كُفُّوا أَيْدِيَكُمْ وَأَقِيمُوا الصَّلَاةَ وَآتُوا الزَّكَاةَ فَلَمَّا كُتِبَ عَلَيْهِمُ الْقِتَالُ إِذَا فَرِيقٌ مِنْهُمْ يَخْشَوْنَ النَّاسَ كَخَشْيَةِ اللَّهِ أَوْ أَشَدَّ خَشْيَةً وَقَالُوا رَبَّنَا لِمَ كَتَبْتَ عَلَيْنَا الْقِتَالَ لَوْلَا أَخَّرْتَنَا إِلَى أَجَلٍ قَرِيبٍ قُلْ مَتَاعُ الدُّنْيَا قَلِيلٌ وَالْآخِرَةُ خَيْرٌ لِمَنِ اتَّقَى وَلَا تُظْلَمُونَ فَتِيلًا ۝٧٧﴾ (سورة النساء: 77).
- من ارتكب كبيرة من الكبائر، كَفَرَ كُفْرَ ملة خرج به عن الإسلام جملة، ويكون مخلداً في النار مع سائر الكفار، خلافاً للمرجئة والمعتزلة، واستدلوا بكفر إبليس، وقالوا ما ارتكب إلا كبيرة، حيث أُمِر بالسجود لآدم فامتنع.
- العمل بأوامر الدين من صلاة وصيام وصدق وعدل جزء من الإيمان.
- ليس الإيمان بالاعتقاد وحده فمن اعتقد أن لا إله إلا الله، وأن محمداً رسول الله، ثم لم يعمل بفروض الدين وارتكب الكبائر، فهو كافر.
- أموال مخالفيهم حلال في كافة الأحوال.
- جحد الأمانة لمخالفيهم التي أمر الله تعالى بأدائها، وقالوا إن مخالفينا مشـركون، فلا يلزمنا أداء أمانتنا إليهم.
- يرون قطع يد السارق من المنكب في القليل والكثير، ولم يحددوا في السرقة نصاباً.
- يرون وجوب وجود خليفة لقبوه أمير المؤمنين، واشترطوا فيه أن يكون أصلحهم ديناً سواء أكان قرشياً أم غير قرشي، عربياً أم غير عربي.
- رأوا وجوب عزل الخليفة إذا سار سيرة لا تتفق ومصلحة المسلمين، بأن جار أو ظلم، وإذا لم يعتزل في هذه الحالة، قوتل حتى يقتل.
- أوجب الأزارقة امتحان من قصد عسكرهم، إذا ادّعى أنه منهم، بأن يُدفع إليه أسير من مخالفيهم، فيؤمر بقتله، فإن قتله صدَّقوا دعواه، وإن لم يقتله، قالوا إنه منافق ومشرك وقتلوه.
- اعتزل الأزارقة جمهور المسلمين الذين عرّفوهم باسم أهل الضلالة، فهاجروا من دار الحرب أو دار الخاطئين إلى دار الهجرة أو دار السلام، وهو اسم حاضرتهم التي كانت تتغير كثيراً.
- إن الإمامة لا تختص بشخص إلا أن يجتمع فيه العلم والزهد، فإذا اجتمعا كان إماماً.
- يجب على المرأة الحائض أن تؤدي جميع أعمالها العبادية ولا تنقص منها شيئاً.
- يجوز أن يبعث الله تعالى نبياً يعلم أنه كافر بعد نبوته، أو كان كافراً قبل بعثته.
- يحرم على الرجل قطع صلاته حتى ولو سرق سارق ماله، أو فرسه أثناء صلاته.

### النجدات
أتباع نجدة بن عامر الحنفي، وكان السبب في رياسته وزعامته أن نافع بن الأزرق لما أظهر البراءة من القعدة عنه بعد أن كانوا على رأيه، وسماهم مشركين واستحل قتل أطفال مخالفيه ونسائهم. وذهبوا إلى اليمامة فاستقبلهم نجدة بن عامر. وأقاموا على إمامة نجدة إلى أن اختلفوا في أمور نقموها منه، فلما اختلفوا صاروا ثلاث فرق: فرقة صارت مع عطية بن الأسود الحنفي إلى سجستان، وفرقة صارت مع أبي فديك، وفرقة عذروا نجدة في أحداثه وأقاموا على إمامته.

### الصفرية
أتباع زياد بن الأصفر، وقيل نسبة إلى عبد الله بن صفار أو النعمان بن صفر. يقول عبد القاهر البغدادي في كتابه (الفرق بين الفرق): «..وقولهم في الجملة كقول الأزارقة في أن أصحاب الذنوب مشركون، غير أن الصفرية لا يرون قتل أطفال مخالفيهم ونسائهم، والأزارقة يرون ذلك. وقد زعمت فرقة من الصفرية أن ما كان من الأعمال عليه حدٌّ واقع لا يسمى صاحبه إلا بالاسم الموضوع له كزان وسارق وقاذف وقاتل عمد، وليس صاحبه كافراً ولا مشركاً، وكل ذنب ليس فيه حدٌّ كترك الصلاة والصوم فهو كفر وصاحبه كافر، وإن المؤمن المذنب يفقد اسم الإيمان في الوجهين جميعاً. وفرقة ثالثة من الصفرية قالت بقول من قال من البيهسية: إن صاحب الذنب لا يحكم عليه بالكفر حتى يرفع إلى الوالي فيحده. فصارت الصفرية على هذا التقدير ثلاث فرق».
وقال أبو الفتح الشهرستاني عن عقائدهم أنهم: «..لم يُكفّروا القعدة عن القتال إذا كانوا موافقين في الدين والاعتقاد، ولم يُسقطوا الرجم، ولم يحكموا بقتل أطفال المشركين وتكفيرهم وتخليدهم في النار. وقالوا: التقية جائزة في القول دون العمل. وقالوا: ما كان من الأعمال عليه حد واقع فلا يتعدى بأهله الاسم الذي لزمه به الحد، كالزنا والسرقة والقذف، فيسمى زانياً سارقاً قاذفاً، لا كافراً مشركاً، وما كان من الكبائر مما ليس فيه حد لعظم قدره مثل: ترك الصلاة والفرار من الزحف فإنه يكفر بذلك..».

### البيهسية
البيهسية هي فرقة صفرية تنسب إلى أبي بيهس وأهم عقائدهم أن إذا كفر الراعي كفرت الرعية فيكفرون الحاكم والمحكوم معًا. وقد أبتدع أبي بهيس عدة أمور، منها أنه استحل الهدي قبل محله، والله سبحانه وتعالى يقول: يَا أَيُّهَا الَّذِينَ آمَنُواْ لاَ تُحِلُّواْ شَعَآئِرَ اللهِ وَلاَ الشَّهْرَ الْحَرَامَ وَلاَ الْهَدْيَ وَلاَ الْقَلآئِدَ [المائدة:٢]، ولم يزل بهم الشيطان حتى استحلوا نكاح المجوس ما لم يستحله أحد ممن مضى، واستحل أكل كل ذي مخلب من الطير وذي ناب من السباع. وذهب إلى قوله تعالى: قُل لاَّ أَجِدُ فِي مَا أُوْحِيَ إِلَيَّ مُحَرَّمًا عَلَى طَاعِمٍ يَطْعَمُهُ إِلاَّ أَن يَكُونَ مَيْتَةً أَوْ دَمًا مَّسْفُوحًا أَوْ لَحْمَ خِنزِيرٍ [الأنعام: ١٤٥]

### الثعالبة
هم أتباع ثعلبة بن مشکان أو ابن عامر، وقد كان مع عبد الكريم بن عجرد حتي اختلفا في شأن الطفل فكفَّر كلُّ واحدٍ منهما صاحبه.
وسبب اختلافهما: أنَّ رجلًا من العجاردة خطب إلى ثعلبة ابنته فقال له ثعلبة: بین مهرها. فأرسل الخاطب أمرأةً إلى أمِّ البنت يسألها هل بلغت البنت ووصفت الإسلام. وقال: إن كانت قد بلغت ووصفت الإسلام لم يبالِ کم مهرها. فقالت أمُّها: هي مسلمةٌ بلغت أم لم تبلغ. فأخبر الرجل عبد الكريم بن عجرد وثعلبة بن مشكان بقول زوجة ثعلبة. وكان عبد الكريم قد اختار البراءة من الأطفال قبل البلوغ فأنكر قول المرأة، أمَّا ثعلبة فقد أيَّد قول زوجته، وقال: نحن على ولايتهم صغارًا وكبارًا حتى نرى منهم إنكارًا للحق ورضي بالجور. وبرئ من عبد الكريم بن عجرد وبرئ منه كذلك عبد الكريم، وصار لكلِّ رجلٍ منهما طائفة.
وقد استمرَّت الثعالبة مدَّة حياة ثعلبة دون أن تفترق، فلمَّا مات اختلفوا وصاروا ستَّ فرق:

### الأخنسية
وهم أتباع رجلٍ من الثعالبة يُقال له الأخنس بن قيس، وقد انفردوا عن سائر الثعالبة بأنَّهم يتوقَّفون عن جميع من في دار التقيَّة من منتحلي الإسلام وأهل القبلة، فلا يحكمون عليهم بكفرٍ ولا بإسلام إلَّا من عرفوا منه إيمانًا فيتولَّونه عليه أو عرفوا منه كفرًا فيتبرَّءون منه لأجله، ويُحرِّمون الاغتيال والقتل في السرِّ، ويُحرِّمون كذلك أن يبدأوا أحدًا من مخالفيهم من أهل القبلة بالقتال حتى يُدْعَى، إلَّا من عرفوه بعينه، وقد برئت منهم الثعالبة كما برءوا من الثعالبة كذلك.

### العجاردة
العجاردة كلها أتباع عبد الكريم بن عجرد، وكان عبد الكريم من أتباع عطية بن الأسود الحنفي. وكانت العجاردة مفترقة عشر فرق يجمعها القول بأن الطفل يُدعَى إذا بلغ، وتجب البراءة منه قبل ذلك حتى يُدعى إلى الإسلام أو يصفه هو. وفارقوا الأزارقة في شيء آخر، وهو أن الأزارقة استحلت أموال مخالفيهم بكل حال، والعجاردة لا يرون أموال مخالفيهم فيئاً إلا بعد قتل صاحبه، فكانت العجاردة على هذه الجملة إلى أن افترقت فرقها.

### الميمونية
أصحاب ميمون بن خالد، كان من جملة العجاردة، إلا أنه تفرد عنهم بإثبات القدر خيره وشره من العبد، وإثبات الفعل للعبد خلقاً وإبداعاً، وإثبات الاستطاعة قبل الفعل، والقول بأن الله تعالى يريد الخير دون الشر، وليس له مشيئة في معاصي العباد.

### الثعالبة
هم أتباع ثعلبة بن مُشْكان؛ وهؤلاء كانوا يقولون بإمامة عبد الكريم بن عجرد، ويقولون: إنه كان الإمام، إلى أن خالفه ثعلبة في التبرؤ من أطفال المسلمين، وبسبب هذا الخلاف، تبرأ أحدهما من صاحبه، وكان يكفر كل منهما صاحبه.

### الإباضية
هم أتباع عبد الله بن إباض التميمي، عاش في النصف الثاني من القرن الأول الهجري وهو تلميذ التابعي جابر بن زيد الذي يرى الإباضية المعاصرين أنه المؤسس الأول للمذهب وأنهم نسبوا لابن إباض لأنه أول من جهر بالآراء السياسية المعارضة للحكم الأموي. ويذكر عبد الهادي التازي في دراسته «المغرب في خدمة التقارب العربي الإفريقي»، أن أول دخول الإسلام إلى أقاليم أفريقيا كان على يد الإباضية الذين كانوا يطاردون من الحكومات السنية التي هيمنت على شمال القارة الإفريقية، فيهاجرون إلى قلب القارة وغربها.
وقد انقسمت الإباضية إلى أربع فرق هم: الحفصية، الحارثية، اليزيدية، وأصحاب طاعة لا يراد بها إلا الله. وقد أجمعوا على أن من دخل في دين المسلمين وجبت عليه الشرائع والأحكام وقف على ذلك أو لم يقف، سمعه أو لم يسمعه. كما قالوا إن من ورد عليه الخبر، عليه أن يعلم ذلك بالخبر. وقال بعضهم: يجوز أن يخلق الله رسولاً بلا دليل، ويكلف العباد بما أوحى إليه، ولا يجب عليه إظهار المعجزة، كما لا يجب على الله تعالى ذلك إلى أن يخلق دليلاً ويظهر معجزة أو لا يفعل. وهذا يعني أنه يكفي لتصديق الرسول والنبي قوله «أنا نبي» و«أنا رسول». وهذا ما قالته الكرامية من بعد الإباضية. وهو ما ذكر في كتب الفرق عن تأثر الكرامية بالخوراج في مسألة النبوة.
وقد عدّ بعض الباحثين في الفرق الإسلامية الإباضية من طوائف الخوارج، ويرجع ذلك إلى ظروف النشأة ومعارضتهم سوياً للحكم الأموي، إلا أن الإباضية أنفسهم ينفون تلك الصلة بل يذهب الفقيه والمؤرخ العماني سالم السيابي في كتابه «أصول المناهج في تمييز الإباضية عن الخوارج» إلى «أن الخوارج في حكم الإباضية مشركون لأنهم يحرمون بعض ما أحل الله ويحرمون بعض ما أحله الله وينكرون بعض الثوابت الإسلامية في السنة».
ويتحدث السيابي عن موقف الإباضية من الصحابة فيقول إن الخليفتين أبا بكر وعمر إمامان راضيان مرضيان توليا أمر المسلمين بإجماع الأمة، وأن عثمان قد أخذ الإمامة وبايعه المسلمون. ثم يضيف في كتابه «أصول المناهج في تمييز الإباضية عن الخوارج»، أن بعض المسلمين أخذوا على الخليفة عثمان بن عفان أشياء وانتقدوه في أخرى ثم أنكروا عليه أموراً حتى قتلوه، مؤكداً أن الإباضية بريئون من دمه وماله. ويتابع: «ثم بايعوا علي بن أبي طالب على ما بايعوا عليه من قبله ثم اختلفوا عليه فشاركوه في سياسته وتلاعبوا بأمره –يقصد مشاركة معاوية له في الحكم-، إلى أن جاءه منهم من قتله –وهم الخوارج-، وأن الإباضية لم يشاركوا في قتله والحكم لله يوم القيامة».

### أصحاب طاعة لا يُراد الله بها
زعم هؤلاء أنه لا يصحُّ وجود طاعات كثيرة ممن لا يريد الله تعالى بها، كما قال أبو الهذيل وأتباعه من القدرية.

## دول الخوارج
أقامت فرقة الخوارج عدة دول أبرزها:
- دولة الإباضية في عمان وهي باقية حتي الآن.[73]
- الدولة الرستمية أقامها الخوارج الإباضية في بلاد المغرب الأوسط بين 776 و909م، مقرها كان مدينة تاهرت أو تيهرت وهي حاليا مدينة تيارت في الجزائر[74]
- إمارة بني مدرار أقامها الخوارج الصفرية في سلجماسة بالمغرب [75]
- دولة النجدات وشملت صنعاء جنوبا والبحرين والقطين[76]
- دولة الأزارقة شملت الأهواز وبلاد فارس وکرمان.[77]

## حكم الخوارج
اختلف العلماء في حكم الخوارج، ومشهور القول فيهم أنهم على قسمين:
1. أنه كحكم أهل الردة، لأنهم ردوا السنة، وكفّروا الصحابة، واستحلّوا دماء الموحدين.
2. أنه كحكم أهل البغي، لأنهم خرجوا لطلب الملك فقط، سواء كانت فيه شبهة أم لا، وهم البغاة.

قال الإمام محيي الدين النووي في شرحه لصحيح مسلم: «...قوله صلى الله عليه وسلم: (فإذا لقيتموهم فاقتلوهم فإن في قتلهم أجراً) هذا تصريح بوجوب قتال الخوارج والبغاة، وهو إجماع العلماء، قال القاضي (يعني القاضي عياض المالكي): أجمع العلماء على أن الخوارج وأشباههم من أهل البدع والبغي متى خرجوا على الإمام وخالفوا رأي الجماعة وشقوا العصا وجب قتالهم بعد إنذارهم، والاعتذار إليهم. قال الله تعالى: (فقاتلوا التي تبغي حتى تفيء إلى أمر الله). لكن لا يجهز على جريحهم ولا يتبع منهزمهم، ولا يقتل أسيرهم، ولا تباح أموالهم، وما لم يخرجوا عن الطاعة وينتصبوا للحرب لا يقاتلون، بل يوعظون ويستتابون من بدعتهم وباطلهم، وهذا كله ما لم يكفروا ببدعتهم، فإن كانت بدعة مما يكفرون به جرت عليهم أحكام المرتدين، وأما البغاة الذين لا يكفرون فيرثون ويورثون، ودمهم في حال القتال هدر، وكذا أموالهم التي تتلف في القتال، والأصح أنهم لا يضمنون أيضاً ما أتلفوه على أهل العدل في حال القتال من نفس ومال، وما أتلفوه في غير حال القتال من نفس ومال ضمنوه، ولا يحل الانتفاع بشيء من دوابهم وسلاحهم في حال الحرب عندنا وعند الجمهور، وجوزه أبو حنيفة. والله أعلم».
ولأجل ذلك قال الإمام مالك في سائر أهل البدع: «يستتابون، فإن تابوا وإلا ضربت أعناقهم». قال إسماعيل بن إسحاق: «رأى مالك قتل الخوارج، وأهل القدر من أجل الفساد الداخل في الدين، كقطاع الطريق، فإن تابوا وإلا قتلوا على إفسادهم». ولا شك في أنهم يستحقون النار، إن ماتوا على اعتقادهم الباطل في ألفاظ القرآن ومعانيه، ورد السنة الصحيحة الزائدة جملة، وتكفير جمهور الصحابة، واستحلال دم المسلمين. لقوله ﷺ: «يمرقون من الدين كما يمرق السهم من الرمية». وقوله: «الخوارج كلاب النار». وقوله: «هم شر الخلق والخليقة». قال الإمام أبي المظفر الإسفراييني في (التبصير في الدين وتمييز الفرقة الناجية عن الفرق الهالكين): «...والكفر لا محالة لازم لهم لتكفيرهم أصحاب رسول الله صلى الله عليه وسلم».
لكن الإمام جلال الدين السيوطي يورد أن لعلماء أهل السنة في تكفير الخوراج قولين مشهورين، المعتمد منهما عدم تكفيرهم، لكنهم متفقون على قتالهم على الرغم من أنهم لم يكفروهم، إنما اعتبروهم عصاة وبغاة ومتمردين. لذلك، لا يجوز بعد هزيمتهم في القتال أن تُغنم أموالهم وتُسبى ذراريهم، ولا يقتل مُدبرهم، ويستندون في ذلك على تصرف الإمام علي معهم في معركة النهروان، ذلك أن الإمام علي لم يسبِ حريمهم ولم يغنم أموالهم، رغم أن الذين خرجوا عليه قاتلوه واتهمُوه بالكفر، إلا أن الإمام علي وفقهاء الصحابة لم يكفروهم، ولم يعتبروهم من أهل الردة الخارجين من الملة. ويعتبر تصرف الإمام علي معهم مستند الشيعة في عدم اعتبارهم كفاراً. وذهب جمع من الشيعة إلى تكفيرهم لأنهم أنكروا ضرورة الطاعة للإمام وحاربوه، ولكن الحكم فيهم بعد قتالهم مختلف فيه.
وقد سئل علي بن أبي طالب  عن الخوارج فقيل له: أكفار هم؟ قال: من الكفر فروا، وفي رواية: أمشركون هم؟ فقال: من الشرك فروا. فقيل له: أمنافقون هم؟ قال: المنافقون لا يذكرون الله إلا قليلاً، فقيل له من هم إذن؟ قال: إخواننا بغوا علينا فقاتلناهم ببغيهم علينا، وفي رواية: قوم بغوا علينا فنُصرنا عليهم، وفي رواية: قوم أصابتهم فتنة فعموا فيها وصموا. ذكره عبد الرزاق الصنعاني في مصنفه، وابن أبي شيبة بسند صحيح، والبيهقي في السنن الكبرى، وابن كثير في البداية والنهاية وقال: فهذا ما أورده ابن جرير وغيره في هذا المقام.
وهناك من الفقهاء والعلماء من كفر الخوارج مستدلاً على ذلك ببعض الأحاديث والاستدلالات. وهناك من الفقهاء والعلماء من يرون عدم تكفير الخوارج، منهم: الإمام الشافعي، القاضي عياض، والباقلاني، والخطابي، وابن بطال، وأبو إسحاق الشاطبي، وغيرهم، فهؤلاء تورعوا عن تكفير الخوارج، واعتبروهم فساقاً غير كافرين.
قال الإمام النووي في شرح صحيح مسلم: «قال القاضي عياض - رحمه الله تعالى -: قال المازري: اختلف العلماء في تكفير الخوارج، قال: وقد كادت هذه المسألة تكون أشد إشكالاً من سائر المسائل، ولقد رأيت أبا المعالي وقد رغب إليه الفقيه عبد الحق - رحمهما الله تعالى - في الكلام عليها فرهب له من ذلك، واعتذر بأن الغلط فيها يصعب موقعه؛ لأن إدخال كافر في الملة وإخراج مسلم منها عظيم في الدين، وقد اضطرب فيها قول القاضي أبي بكر الباقلاني، وناهيك به في علم الأصول، وأشار ابن الباقلاني إلى أنها من المعوصات؛ لأن القوم لم يصرحوا بالكفر، وإنما قالوا أقوالاً تؤدي إليه، وأنا أكشف لك نكتة الخلاف وسبب الإشكال، وذلك أن المعتزلي مثلاً يقول: إن الله تعالى عالم، ولكن لا علم له، وحي ولا حياة له. يوقع الالتباس في تكفيره؛ لأنا علمنا من دين الأمة ضرورة أن من قال: إن الله تعالى ليس بحي ولا عالم كان كافراً، وقامت الحجة على استحالة كون العالم لا علم له، فهل نقول: إن المعتزلي إذا نفى العلم نفى أن يكون الله تعالى عالماً، وذلك كفر بالإجماع ولا ينفعه اعترافه بأنه عالم مع نفيه أصل العلم، أو نقول قد اعترف بأن الله تعالى عالم، وإنكاره العلم لا يكفره، وإن كان يؤدي إلى أنه ليس بعالم، فهذا موضع الإشكال. هذا كلام المازري ومذهب الشافعي وجماهير أصحابه العلماء أن الخوارج لا يكفرون، وكذلك القدرية وجماهير المعتزلة وسائر أهل الأهواء، قال الشافعي - رحمه الله تعالى -: أقبل شهادة أهل الأهواء إلا الخطابية، وهم طائفة من الرافضة يشهدون لموافقيهم في المذهب بمجرد قولهم، فرد شهادتهم لهذا لا لبدعتهم. والله أعلم».
| خوارج | وقد اختلفت الأمة في تكفير هؤلاء الفرق أصحاب البدع العظمى. ولكن الذي يقوى في النظر وبحسب الأثر عدم القطع بتكفيرهم. والدليل عليه عمل السلف الصالح فيهم، ألا ترى إلى صنع علي ـ رضي الله عنه ـ في الخوارج؟ وكونه عاملهم في قتالهم معاملة أهل الإسلام على مقتضى قول الله تعالى: (وإن طائفتان من المؤمنين اقتتلوا فأصلحوا بينهما)، فإنه لما اجتمعت الحرورية وفارقت الجماعة لم يهيجهم علي ولا قاتلهم، ولو كانوا بخروجهم مرتدين لم يتركهم، لقوله عليه الصلاة والسلام: (من بدل دينه فاقتلوه)، ولأن أبا بكر ـ رضي الله عنه ـ خرج لقتال أهل الردة ولم يتركهم، فدل ذلك على اختلاف ما بين المسألتين. وأيضاً، فحين ظهر معبد الجهني وغيره من أهل القدر لم يكن من السلف الصالح لهم إلا الطرد والإبعاد والعداوة والهجران، ولو كانوا خرجوا إلى كفر محض لأقاموا عليهم الحد المقام على المرتدين. وعمر بن عبد العزيز أيضاً لما خرج في زمانه الحرورية بالموصل أمر بالكف عنهم على حد ما أمر به علي ـ رضي الله عنه ـ، ولم يعاملهم معاملة المرتدين. ومن جهة المعنى! إنا وإن قلنا: إنهم متبعون للهوى، ولما تشابه من الكتاب ابتغاء الفتنة وابتغاء تأويله، فإنهم ليسوا بمتبعين للهوى بإطلاق، ولا متبعين لما تشابه من الكتاب من كل وجه، ولو فرضنا أنهم كذلك لكانوا كفاراً، إذ لا يتأتى ذلك من أحد في الشريعة إلا مع رد محكماتها عناداً، وهو كفر. وأما من صدق بالشريعة ومن جاء بها، وبلغ فيها مبلغا يظن به أنه متبع للدليل بمثله، لا يقال: أنه صاحب هوى بإطلاق. بل هو متبع للشرع في نظره لكن بحيث يمازجه الهوى في مطالبه من جهة إدخال الشبه في المحكمات بسبب اعتبار المتشابهات ، فشارك أهل الهوى في دخول الهوى في نحلته، وشارك أهل الحق في أنه لا يقبل إلا ما دل عليه الدليل على الجملة. وأيضاً، فقد ظهر منهم اتحاد القصد مع أهل السنة على الجملة من مطلب واحد، وهو الانتساب إلى الشريعة. ومن أشد مسائل الخلاف ـ مثلاً ـ مسألة إثبات الصفات حيث نفاها من نفاها، فإنا إذا نظرنا إلى مقاصد الفريقين وجدنا كل واحد منهما حائماً حول حمى التنزيه ونفي النقائص وسمات الحدوث، وهو مطلوب الأدلة. | خوارج |

### منهج التعامل معهم
قال الإمام الشافعي «ولو أن قوماً أظهروا رأي الخوارج وتجنبوا جماعات الناس وكفروهم لم يحلل بذلك قتالهم لأنهم على حرمة الإيمان لم يصيروا إلى الحال التي أمر الله عز وجل بقتالهم فيها. بَلَغَنا أن علياً - رضي الله تعالى عنه - بينما هو يخطب إذ سمع تحكيما من ناحية المسجد : لا حكم إلا الله عز وجل. فقال علي - رضي الله تعالى عنه - : كلمة حق أريد بها باطل ، لكم علينا ثلاث : لا نمنعكم مساجد الله أن تذكروا فيها اسم الله ، ولا نمنعكم الفيء ما كانت أيديكم مع أيدينا ، ولا نبدؤكم بقتال .
.» وقال الشافعي كذلك «أخبرنا عبد الرحمن بن الحسن بن القاسم الأزرقي الغساني عن أبيه أن عدياً كتب لعمر بن عبد العزيز أن الخوارج عندنا يسبونك. فكتب إليه عمر بن عبد العزيز : إن سبوني فسبوهم أو اعفوا عنهم ، وإن أشهروا السلاح فأشهروا عليهم ، وإن ضربوا فاضربوهم» وقال علي بن أبي طالب «إن خالفوا إمامًا عدلًا فقاتلوهم، وإن خالفوا إمامًا جائرًا فلا تقاتلوهم؛ فإن لهم مقالً»، وعامل علي بن أبي طالب الخوارج قبل الحرب وبعدها معاملة المسلمين فما إن انتهت المعركة حتى أصدر أمره في جنده ألا يتبعوا مُدبِرًا أو يذففوا على جريح أو يمثِّلوا بقتيل.

## خوارج العصر الحديث
في العصر الحديث، قارن العديد من علماء الدين ورجال الدين المسلمين معتقدات وأفعال الإسلاميين المعاصرين مثل تنظيم الدولة الإسلامية، والقاعدة، والإخوان المسلمين، وطالبان باكستان مع معتقدات وأفعال الخوارج، وصفهم بالمحدثين أو الخوارج الجدد. على وجه الخصوص، يُزعم أن هذه المجموعات تشترك مع الخوارج المتشددين في النهج الفوضوي والمتطرف، وإستغلال الدين كأداة للخروج علي الحكام وللوصول للسلطة. ومع ذلك، يرفض دعاة تنظيمي الدولة الإسلامية والقاعدة تشبيههم بالخوارج، ويطلقون على أنفسهم اسم المسلمين الحقيقيين ويطلقون على خصومهم اسم المسلمين المتراخين أو المرجئة والمنافقين. والهدف المقصود من هذه الاتهامات عادة هو حرمان الإسلاميين من أي دعم شعبي واسع النطاق، نظرا لصورة الخوارج غير الشعبية بين المسلمين. انتقد المؤرخون المعاصرون هذه المقارنة، حيث قالوا إن السياق الاجتماعي والسياسي والبيئة التي أدت إلى ظهور المقاتلين المعاصرين تختلف اختلافًا كبيرًا عن تلك الخاصة بالخوارج لتبرير أي مقارنة مبررة بين الاثنين، وأن مثل هذه المقارنات غالبًا ما تنتج عن فهم سطحي لمذاهب أي من المجموعتين.
على الرغم من أن معظم المؤرخين العرب المعاصرين انتقدوا الخوارج، فقد قدم البعض وجهة نظر أكثر إيجابية. وتقول المجموعة الأخيرة إن الخوارج تمردوا على الظلم الاقتصادي وكان لديهم مظالم مشروعة. وهم يقارنون مُثُل الخوارج المتعلقة بالمساواة العرقية والجنسانية مع المعادلات الحديثة لهذه القيم ويعتبرونها ممثلة للفكر الديمقراطي البدائي في صدر الإسلام، محتجون بأن التاريخ يكتبه المنتصر لذلك تم تشوية صورة الخوارج ودس روايات موضوعة من قبل الحكام حينها بسبب التهديد السياسي الذي شكلوه علي سلطتهم. حاول علماء الإباضية المعاصرون تخفيف صورة الخوارج، من أجل التوفيق بين خلافاتهم مع بقية المسلمين. ويؤكدون أن الروايات الإسلامية السائدة عن تاريخ الخوارج مشوهة وتقدم الخوارج الأوائل بشكل غير عادل، حيث كانوا ببساطة يحتجون على الظلم. وفي الوقت نفسه، احتج الإباضية أيضًا على وصفهم بأنهم طائفة خوارج. ويربطون المصطلح بالأزارقة والنجدات والصفرية، الذين يدينونهم؛ ومن ناحية أخرى، فإن المحكمة تحظى باحترام كبير. يدعي أحد المؤلفين الإباضيين المعاصرين أن المحكمة لم تتمرد على علي ولكن كان لها فقط اختلاف في الرأي معه. ولم يكن علي هو من قاتلهم في معركة النهروان، بل نبلاء الكوفة الأشعث بن قيس.

## وصلات خارجية
- بوابة الحركات الإسلامية: «المُحَكِّمة».. الخوارج رواد التكفير والتطرف